# باشگاه فوتبال تراکتور
باشگاه فوتبال تراکتور یک باشگاه فوتبال در شهر تبریز، ایران است که در سال ۱۳۴۹ بنیان‌گذاری شد. این باشگاه هم‌اکنون در لیگ برتر خلیج فارس حضور دارد.
این تیم که با نام تراکتورسازی شناخته می‌شد، بعد از شروع مالکیت محمدرضا زنوزی مطلق نام این باشگاه به «تراکتور» تغییر یافت و در حال حاضر نام کامل این باشگاه، «باشگاه فرهنگی، ورزشی و اقتصادی تراکتور» می‌باشد. از مهم‌ترین افتخارات باشگاه فوتبال تراکتور می‌توان به ۱ قهرمانی و ۳ نایب قهرمانی لیگ برتر، ۲ قهرمانی و ۳ نایب قهرمانی جام حذفی، ۱ قهرمانی و ۱ نایب قهرمانی سوپر جام و ۱ قهرمانی در جام میلز هندوستان، و ۲ قهرمانی در جام سرداران شهید آذربایجان اشاره کرد. بر اساس اطلاعات سایت ترانسفر مارکت تراکتور یکی از پرهوادارترین باشگاه‌های ایرانی و حتی آسیایی به شمار می‌آید.

## تاریخ

### قبل از انقلاب ۱۳۵۷ (دوران ظهور)

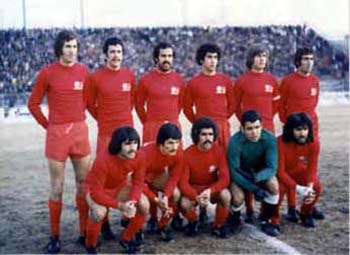
تیم فوتبال تراکتور در جام تخت جمشید ۱۳۵۴

تراکتور در سال ۱۳۵۴ به جام تخت جمشید صعود کرد. آنان در جام تخت جمشید ۱۳۵۴ شرکت کردند و در میان ۱۶ تیم، در جایگاه شانزدهم ایستاده، به دستهٔ پایین‌تر سقوط کردند. پس از یک سال دوری از سطح اول لیگ فوتبال ایران، آنان در جام تخت جمشید ۱۳۵۶ شرکت کرده و جایگاه پنجم را کسب کردند. در این دوران، سرمربی تراکتور حسین فکری بود و بازیکنانی چون پرویز مظلومی، عباس کارگر و ابراهیم کیان‌طهماسبی در این تیم بازی می‌کردند. تراکتور در جام تخت جمشید ۱۳۵۷ هم حاضر بود و تا پیش از تعطیلی مسابقات به دلیل وقوع انقلاب ۱۳۵۷، در جایگاه نهم جدول بودند. این باشگاه در جام حذفی ۱۳۵۶ که اولین دوره جام حذفی بود نیز به فینال راه یافت؛ اما در بازی پایانی، نتیجه را به ملوان بندرانزلی واگذار کرد و نایب‌قهرمان شد. در این سال‌ها ماشین‌سازی نیز به عنوان تیمی از شهر تبریز و قدرتی موازی با تراکتور در فوتبال ایران حاضر بود.

### دهه ۱۳۶۰ (دوران افول)
در دهه ۱۳۶۰ به دلیل وقوع جنگ ایران و عراق، لیگ فوتبال ایران تعطیل بود و تنها جام‌های استانی برگزار می‌شد و تراکتور در لیگ فوتبال تبریز بازی می‌کرد. در سال ۱۳۶۵، منتخب تبریز متشکل از بازیکنان تراکتور و ماشین‌سازی به فینال لیگ استانی قدس راه یافت، ولی از تیم استان اصفهان شکست خورد و دوم شد. در این دهه بازیکنانی مانند احد شیخ لاری، حسین قوی‌فکر، غلامرضا باغ‌آبادی و امیر داداش‌ضیایی بازیکنان برجسته تراکتور بودند که در تیم ملی فوتبال ایران نیز بازی کردند. در سالیان پایانی این دهه، واسیلی گوجا مربی اهل رومانی به تراکتور آمد.

### دهه ۱۳۷۰ و آغاز دهه ۱۳۸۰ (دوران استعداد یابی)
واسیلی گوجا، تیم‌های پایه تراکتور را زیر نظر گرفت و به کارهای بنیانی پرداخت. تراکتور متحول شد و دوران موفقی را گذراند. آنان در لیگ آزادگان ۱۳۷۱ در گروه یک بالاتر از استقلال و کشاورز اول شدند، اما در پلی‌آف با باخت به پاس تهران، به مقام سوم رسیدند. در این تیم که بهترین نتیجه تاریخ تراکتور در لیگ تا آن روز، را به دست آورد؛ احد شیخ لاری به عنوان کاپیتان تیم، کریم باقری، سیروس دین‌محمدی وحسین خطیبی حضور داشتند. اسماعیل حلالی و علی باغمیشه نیز از آن تیم به تیم ملی فوتبال ایران راه یافتند. تراکتور در سال ۱۳۷۳ با باخت به بهمن در جام حذفی، برای بار دوم در این جام دوم شد. با رفتن بازیکنان کلیدی از تیم، دوران افت باشگاه آغاز شد. محمدحسین ضیایی، جای گوجا را گرفت و بازیکن–مربی تیم شد. باشگاه در لیگ آزادگان ۱۳۷۹، آخر می‌شود ولی با این وجود سال بعد به حکم فدراسیون فوتبال ایران در لیگ حرفه‌ای تازه‌تاسیس شرکت می‌کند. آنان در لیگ برتر فوتبال ایران ۸۰-۸۱ با مربیگری رضا وطنخواه و محمود یاوری باز هم در لیگ آخر شدند و این بار به دسته پایین‌تر سقوط کردند.

### دوران دسته اول: ۱۳۸۱–۱۳۸۸ (دوران تلاش برای حضور مجدد)
تراکتور هفت فصل را در لیگ دسته اول فوتبال ایران سپری کرد، و نتوانست به جام خلیج فارس صعود کند. تراکتور در این هفت سال تنها یک بار به بازی صعود رسید، و با باخت به شیرین‌فراز کرمانشاه فرصت صعود را از دست داد. در این سالیان ارنست میدندروپ، فرشاد پیوس، احد شیخ لاری از مربیان باشگاه بودند. سرانجام تراکتورسازی در فصل ۸۸–۸۷ با مربی‌گری فراز کمالوند و با حمایت‌مالی ناصر شفق به لیگ برتر صعود کرد. اما به دلیل فضای امنیتی کشور باشگاه از مالکیت ناصر شفق صلب شده و به مالکیتسپاه پاسداران انقلاب اسلامی تحت مدیریت سردار آجرلو واگذار شد

### ۱۳۸۸ تاکنون (دوران استحکام)
تراکتور تا فصل ۸۱–۱۳۸۰ در سطح اول فوتبال ایران بازی می‌کرد؛ اما در پایان آن فصل به دسته پایین‌تر سقوط کرد و پس از ۸ سال تلاش ناموفق برای صعود، سرانجام در سال ۱۳۸۸ دوباره به لیگ برتر فوتبال ایران راه یافت. تراکتور از سال ۱۳۸۸ با مسئولیت سپاه عاشورا بوده و به دلیل قرار گرفتن در رده تیم‌های نظامی، قادر به جذب بازیکنان سرباز بود. تراکتور پس از صعود به لیگ برتر، روند رو به رشدی داشته و پس از قرار گرفتن در میانه جدول در فصل‌های ۸۹–۱۳۸۸، ۹۰–۱۳۸۹، سه بار نایب قهرمان لیگ برتر در لیگ‌های ۹۱–۱۳۹۰، ۹۲–۱۳۹۱، ۹۴–۱۳۹۳، شده است. تراکتور همچنین در سال‌های ۹۳ و ۹۹ دوبار قهرمان جام حذفی شده است.

پس از صعود به لیگ برتر فراز کمالوند، امیر قلعه‌نوعی (دو بار)، تونی اولیویرا (سه بار)، مجید جلالی و رسول خطیبی مربیگری تیم را بر عهده داشته‌اند. کمالوند به دلیل صعود به لیگ برتر، تونی به دلیل فتح جام حذفی و قلعه‌نوعی به دلیل کسب اولین سهمیه آسیایی با تراکتور و اولین صعود از مرحله گروهی لیگ قهرمانان باشگاه‌های آسیا نام خود را در تاریخ باشگاه ثبت کرده‌اند. مهدی کیانی، عضو تیمی که سال ۱۳۸۸ به لیگ برتر صعود کرد، با سابقه ۱۱ فصل حضور در تراکتور و محمد ابراهیمی با ۷ فصل حضور از با سابقه‌ترین بازیکنان تراکتور بودند.
تراکتور در سال ۱۳۹۹ دومین مقام قهرمانی خود در جام حذفی ایران را همراه ساکت الهامی کسب کرد.

### افتخارات تاریخ باشگاه تراکتور
باشگاه تراکتور ۱ قهرمانی در لیگ ایران(فصل ۴۰۴-۱۴۰۳)، ۲ قهرمانی در جام حذفی ایران(فصول ۹۳-۱۳۹۲ و ۹۹-۱۳۹۸) و ۱ قهرمانی در سوپرجام ایران(سال ۱۴۰۴) را در کارنامه دارد.
تراکتور هفتمین تیم پرافتخار تاریخ لیگ ایران و ششمین تیم پرافتخار تاریخ جام حذفی فوتبال ایران است.
| لیگ‌های فوتبال ایران | ۱ | ۰۴–۱۴۰۳          | ۳ | ۹۱–۱۳۹۰، ۹۲–۱۳۹۱، ۹۴–۱۳۹۳ |
| جام حذفی ایران      | ۲ | ۹۳–۱۳۹۲، ۹۸–۱۳۹۷ | ۳ | ۱۳۵۵، ۱۳۷۳، ۹۶–۱۳۹۵       |
| سوپر جام ایران      | ۱ | ۱۴۰۴             | ۱ | ۱۳۹۹                      |

## مالکیت
| ردیف | مالکیت باشگاه تراکتور       | شروع | پایان |
| ---- | --------------------------- | ---- | ----- |
| ۱    | شرکت تراکتورسازی ایران      | ۱۳۴۹ | ۱۳۷۹  |
| ۲    | ناصر شفق                    | ۱۳۷۹ | ۱۳۸۷  |
| ۳    | سپاه پاسداران انقلاب اسلامی | ۱۳۸۸ | ۱۳۹۶  |
| ۴    | محمدرضا زنوزی مطلق          | ۱۳۹۶ | اکنون |

### تغییر نام
از فروردین ۱۳۹۸ مدیران و مالک باشگاه در تلاش بودند تا نام باشگاه را تغییر دهند. سرانجام با همت مدیران و موافقت اداره کل ورزش و جوانان آذربایجان شرقی و تأیید فیفا در ۱ تیر ۱۳۹۸ نام باشگاه تراکتورسازی تبریز به باشگاه تراکتور آذربایجان تغییر یافت.

## هواداران

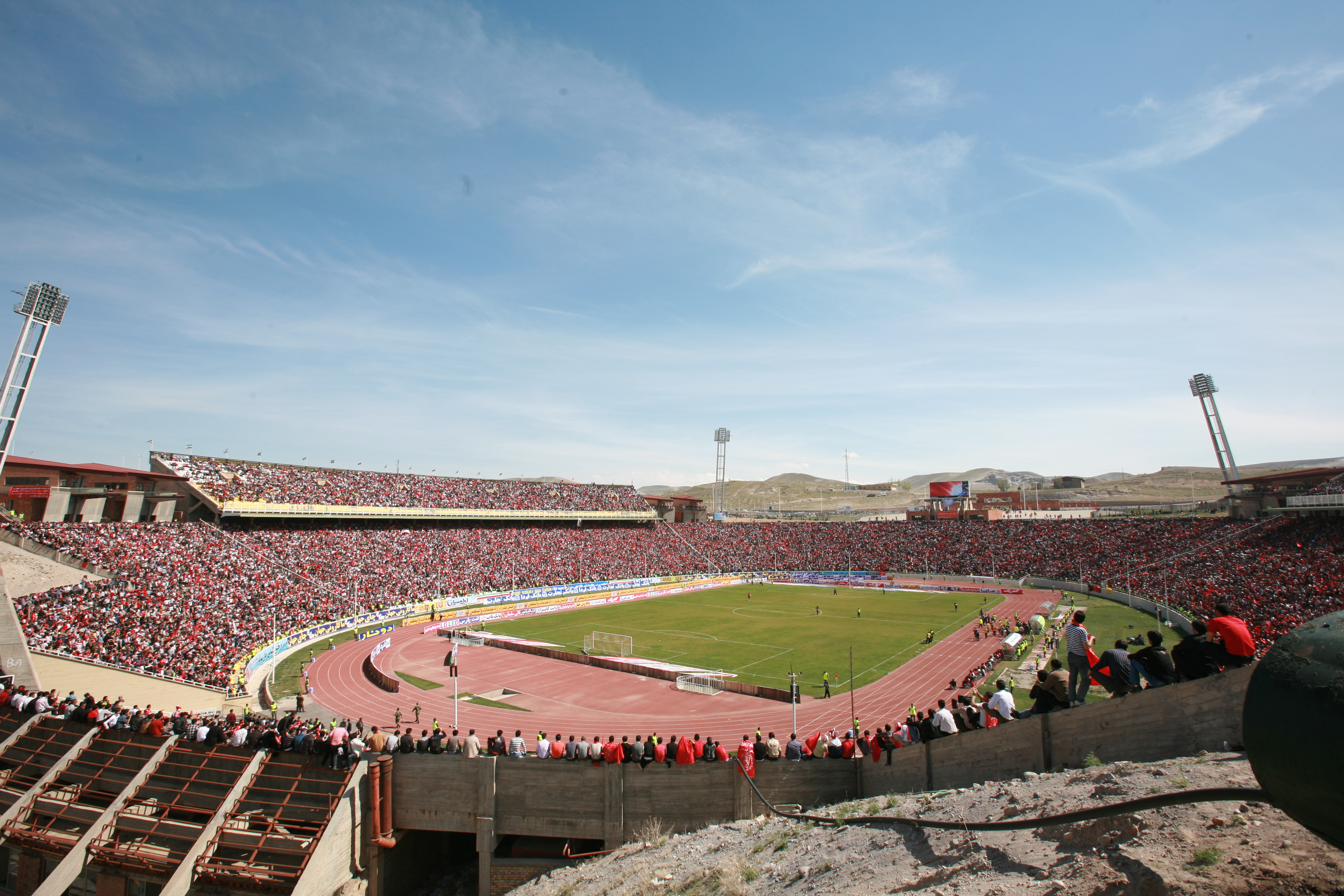
هواداران تراکتور در ورزشگاه یادگار امام تبریز

تراکتور پرتماشاگرترین تیم لیگ برتر در فصل‌های نهم، دهم، یازدهم، دوازدهم، چهاردهم، هجدهم و بیست‌وچهارم است، همچنین در لیگ قهرمانان آسیا ۲۰۱۶ پرطرفدارترین و پرتماشاگرترین تیم انتخاب گردید. باشگاه تراکتور بر اساس نظرسنجی اینترنتی AFC میان تیم‌های ایرانی درسال ۲۰۲۰ به‌عنوان پرطرف‌دارترین و محبوب‌ترین تیم ایرانی شناخته شد. در دیگر نظرسنجی AFC میان تیم‌های آسیای جنوبی و مرکزی، تیم فوتبال تراکتور توانست با کسب ۵۹/۴۳ درصد از آرا، به‌عنوان محبوب‌ترین و پرهواداران‌ترین تیم آسیای جنوبی و مرکزی انتخاب شود. در ادامه AFC، نظرسنجی دیگری بین تیم‌های آسیای شرقی و پرهوادارترین تیم‌های آسیای جنوبی و مرکزی (تراکتور و پرسپولیس) برگزار نمود، تا پرطرف‌دارترین تیم قارهٔ آسیا مشخص گردد. سرانجام تیم فوتبال تراکتور آذربایجان با کسب بیش از نیمی از تمامی آرا یعنی ۵۱/۱۳ درصد از کل آرا (۷۵۱ هزار رای از ۱میلیون و ۴۷۰ هزار رأی) به‌عنوان پرهواداران‌ترین و محبوب‌ترین تیم قارهٔ کهن مشخص شد. با این وجود برخی نظرسنجیهای اینترنتی AFC را معتبر نمی‌دانند و باور دارند به دلیل افزایش مشارکت راه تقلب در آن باز گذاشته شده است. به گفتهٔ مدیر باشگاه تراکتور این تیم در سال ۱۳۸۹ حدود ۴۸۲ هزار هوادار رسمی داشته که چندین برابر هوادران ثبت‌شدهٔ رئال مادرید، یکی از باشگاه‌های پرطرف‌دار دنیا، است.
این باشگاه پیش‌تر تعداد تماشاگر ثابتی در ورزشگاه و هوادارانی در داخل تبریز داشت؛ اما اکنون هواداری از این تیم به سراسر آذربایجان و برخی شهرهای دیگر از شهرهای ترک زبان ایران رسوخ کرده است، به‌گونه‌ای که در رقابت‌های لیگ برتر، استادیوم‌های استان‌های البرز، قم، گیلان، خراسان، مازندران، کرمان و تهران نیز در اکثر بازی‌ها پذیرای هواداران پرتعداد تراکتور بوده‌اند؛ مشخصاَ هواداران تراکتوری پس از راه‌یابی به لیگ برتر در سال ۸۸ حضور پرشماری در ورزشگاه آزادی تهران و در برابر سرخابی‌های این شهر داشته‌اند.
با وجود این که باشگاه تراکتور در تبریز قرار دارد، ولی در سراسر ایران هوادار دارد و در بازی‌های خارج از خانه به خصوص در تهران نیز عده زیادی برای تشویق ایشان به ورزشگاه می‌روند.

«پرشورها» لقبی است که پس از انتخاب هواداران تراکتور به عنوان «پرشورترین هواداران ایران» در برنامه نود به آن‌ها داده شد و اینک در بیش‌تر شهرها و محافل ورزشی کشور با این لقب خوانده می‌شوند. برخی، شیوهٔ تشویق هواداران این باشگاه را با هواداران فوتبال در شرق آسیا مقایسه می‌کنند اما طریقهٔ تشویق تماشاگران این باشگاه تبریزی بیش‌تر به‌مانند تماشاچیان ترکیه‌ای می‌باشد. در سال ۲۰۱۹ هواداران تراکتور رتبه پنجم برترین هواداران از نظر حمایت در بازی‌های خانگی را پس از تیم‌های بروسیا دورتموند، بارسلونا، بایرن مونیخ و منچستر یونایتد توسط سایت ترانسفر مارکت به‌دست آوردند و از هواداران تیم‌هایی همچون آرسنال و رئال مادرید نیز بالاتر قرار گرفتند. تونی، سرمربی پرتغالی پیشین این تیم که سابقهٔ بازی و مربی‌گری در بنفیکا را دارد، در مورد هواداران این باشگاه گفته است: 
«در ۳۴ سال بازی و مربی‌گری در تیم‌های مختلف چنین استقبالی را از یک تیم ندیده بودم. تماشاگران تبریزی در هر بازی یا سر تمرین طوری در ورزشگاه حضور می‌یابند که گویی آن‌روز را برای تیم جشن گرفته‌اند. من در بنفیکا هم چنین هواداران پرشوری ندیده بودم.»

«لوئیس میا»، سرمربی اسپانیایی تیم الجزیره امارات نیز که سابقهٔ بازی در باشگاه‌های رئال مادرید و بارسلونا را دارد، در نشست خبری پس از بازی رفت با تراکتور در لیگ قهرمانان آسیا ۲۰۱۳، در مورد هواداران تراکتور چنین گفته است: 
«شگفت‌زده شدم. چنین انتظاری نداشتم. هواداران به‌واقع یار دوازدهم تراکتور بودند. در اسپانیا هم تماشاگران زیادی می‌آیند؛ اما این اندازه سر و صدا تولید نمی‌کنند و هیجان ندارند. به‌خاطر تماشاگران با تعصب به تیم تراکتور تبریک می‌گویم.»

### تراکتور و مسائل قومیتی
با اینکه تراکتور تنها یک باشگاه ورزشی است، اما امروزه برای هوادران این تیم در ایران جذابیتی فراتر از این دارد و به پدیده‌ای اجتماعی و ناسیونالیستی بدل شده است؛ درصد بالایی از طرفداران، چندان به بازی فوتبال و نتایج‌اش کار ندارند و به دنبال یک تجمع بی‌خطر هستند تا وجود خود را ابراز کنند، به گونه‌ای که برخی از هواداران تراکتور رابطه خود و آذربایجان را با باشگاه فوتبال بارسلونا و کاتالونیا مقایسه می‌کنند.
علاوه‌بر این، بازی‌های این تیم به‌طور ضمنی صحنه استفاده برخی از گروه‌های قوم‌گرا و پان‌ترک شده است. اما برخی باور دارند که این جریانات مستقیماً به حکومت جمهوری اسلامی و دستگاه‌های امنیتی آن متصل بوده و این اقدامات را در راستای عدم شکل‌گیری اتحاد در ایران، یا همان عبارت قدیمی «تفرقه بینداز و حکومت کن» دانسته‌اند.
این حرکات عمدتاً شامل سردادن شعارها و بردن پارچه نوشته‌هایی قوم گرایانه بوده و در مواقعی هم مضامینی در حمایت از کشورهای ترکیه و جمهوری آذربایجان داشته است، حتی شماری از هواداران تراکتور در مقاطعی، شعار «خلیج عربی» سر داده‌اند. این رویکردها در مواردی از طرف محافل ورزشی، سیاسی و بخشی از خود مردم آذربایجان مورد انتقاد قرار گرفته‌اند، این موضوع نمودهای سیاسی هم داشته و در میان مسئولان سیاسی حکومت ایران حساسیت ایجاد کرده است. واکنش‌های حکومت به این‌گونه مسائل در میان هواداران تراکتور، به دستگیری، درگیری میان مأموران امنیتی و شعاردهندگان، جمع برخی پارچه نوشته‌ها از ورزشگاه و برخی پوسترهای تراکتور از چاپخانه‌ها انجامیده است.
در جریان نقل و انتقالات لیگ شانزدهم، مدیرعامل باشگاه تراکتور مصطفی آجرلو خبر از عقد قراردادی دو ساله با وارازداد هارویان مدافع میانی تیم ملی ارمنستان داد؛ ولی با گذشت ۱۲ ساعت از این اتفاق مدیرعامل باشگاه تراکتور با انتشار مطلبی در اینستاگرامش اعلام کرد از جذب هارویان منصرف شدند. آجرلو دلیل این اقدام را وحدت ترک‌ها و در پاسخ به اعتراض عده‌ای از هواداران تیم اعلام کرد که اعتراض هواداران به علت اِشغال قره باغ توسط ارمنی‌ها بود. این اقدام به دلیل شائبه‌هایی در مورد نژادپرستی و دخالت سیاست در ورزش، از سوی رسانه‌ها مورد انتقاد قرار گرفت.
همچنین در تاریخ دهم اسفند ۱۳۹۷، در جریان مسابقه دو تیم تراکتور و سپاهان که در استادیوم «یادگار امام» تبریز برگزار شد، عده‌ای از هواداران تراکتور در اعتراض به حواشی پیش آمده در جریان سفر نخست‌وزیر ارمنستان به تهران، پرچم ارمنستان را در داخل ورزشگاه به آتش کشیدند. شعارهایی با مضمون آزادی قره باغ سر دادند.

### بازی تراکتور و استقلال
این بازی که توسط سایت ترانسفرمارکت با ۱۰۰هزار تماشاگر به عنوان پرتماشاگرترین بازی هفته جهان انتخاب شده بود حواشی فراوانی داشت در لیگ ۱۹ عده ای از هواداران تراکتور در بازی با استقلال تهران با دادن سلام نظامی هنگام تلاوت قرآن در مراسم آغازین بازی؛ از حمله ترکیه به کردهای سوریه حمایت کردند چرا که به عقیده آنها این حمله‌ای به گروه تروریستی PKK بود و به گفتهٔ آنها غرب و پروپاگاندای رسانه‌ای قصد داشت جلوهٔ دیگری به آن ببخشد که از جمله ان انتشار عکس غیر نظامیان آسیب دیده در جنگ سوریه به عنوان حمله ترکیه بود. شعارهای حمایتی از ترکیه بازتاب گسترده‌ای در جهان داشت و رسانه‌های ترکیه از این حرکت هواداران تراکتور استقبال کردند. معاون امنیتی وزیر کشور ایران روز یکشنبه ۱۱ آبان ۱۳۹۸ در جمع خبرنگاران از دستگیری هفت تماشاگر بازی تیم‌های تراکتور و استقلال تهران خبر داد و دلیل بازداشت این افراد را انجام حرکات خارج از بحث‌های ورزشی عنوان کرد البته پارچه نوشته‌ای دربارهٔ یوگسلاوی باعث این رفتارها شد. کمیته اخلاق فدراسیون فوتبال بعد اتفاقات این بازی بیانیه صادر و اعلام کرد هرگونه شعارها و اقدامات غیر ورزشی که متأثر از عوامل سیاسی یا قومی و نژادی بوده باشد در این حوزه برخورد قاطع صورت می‌گیرد. مسعود سلطانی‌فر، وزیر ورزش و جوانان با اشاره به وقایع اخیر در برخی استادیوم‌های ورزشی از معاون فرهنگی وزارت ورزش خواست هر چه سریع‌تر نسبت به تشکیل کارگروه صیانت از ارزش‌های اخلاقی و فرهنگی در محیط‌های ورزشی اقدام کند. این کارگروه با حضور نمایندگان وزارت اطلاعات، ارشاد اسلامی، صداوسیما، فدراسیون فوتبال، کمیسیون فرهنگی مجلس، نیروی انتظامی، معاونت فرهنگی سپاه و نمایندگان باشگاه‌های ورزشی تشکیل خواهد شد. سایت مشرق نیوز از رسانه‌های نزدیک به حکومت از انفعال مسئولان فدراسیون و مجلس به شدت انتقاد کرد و نوشت: 
«آیا مسئولان می‌توانند به خود به قبولانند که نوشتن شعار دربارهٔ چکسلواکی و یوگسلاوی بدون اتاق فکر اجنبی بوده و آن عده تماشاگرنما بدون دلیل این پرچم‌ها را به نمایش درآورده اند؟ اگر آوردن پرچم ژاپن به خاطر ملیت یکی از بازیکنان توجیه دارد، آوردن پرچم آذربایجان و ترکیه و فریاد یک صدای نام این کشورها چه توجیهی دارد؟ آیا چیزی جز شعار و اقدام تجزیه طلبانه است؟! گو اینکه پرچم ژاپن به شکلی عادی و ورزشی برای کری با پرسپولیس آورده شده بود و در تناقضی جالب حکومت هیچ مشکلی با پرچم‌های ارمنستان یا شعارهای حمایتی از رضاشاه توسط هواداران برخی تیم‌ها یا پرچم برزیل در آبادان و پرچم عراق در اهواز ندارد.»
شهاب‌الدین بی‌مقدار، نماینده تبریز در مجلس شورای اسلامی برخلاف علی دایی اعتقادی به حضور تجزیه‌طلبان در ورزشگاه یادگار امام تبریز ندارد و می‌گوید: 
«شما خبرنگاران نباید زیاد به این موضوع بپردازید. در تهران هم مردم شعار می‌دادند رضاشاه روحت شاد. در تهران مردم به نفع رضا شاه شعار دادند، در تبریز هم عده‌ای بحث یوگسلاوی را مطرح کردند. واقعاً نباید این موضوعات را بزرگ کرد. کسانی که در ورزشگاه یادگار امام چنان رفتار و گفتاری داشتند، در اقلیت بودند. مگر اکثریت تماشاگران با این شعارها موافق‌اند؟ جدایی‌طلبی در آذربایجان اصلاً پررنگ نیست. کسانی هم فعالیت می‌کنند، هدفشان این است که زبان و ادبیات ترکی به رسمیت شناخته شود. این خواسته هم مطابق قانون اساسی جمهوری اسلامی ایران است. کسانی که خواهان آموزش زبان مادری در مدارس آذربایجان هستند، هیچ وقت شعار جدایی آذربایجان از ایران را سر نمی‌دهند.»

### زنان هوادار تراکتور

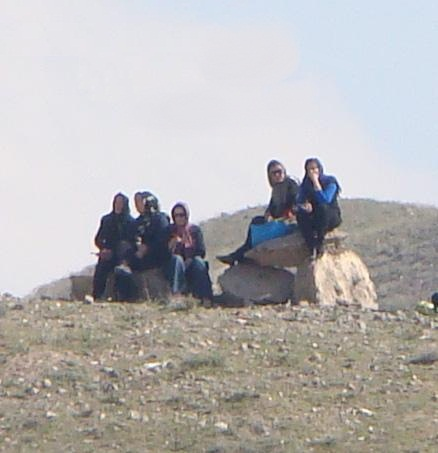
هواداران زن تیم تراکتور در اطراف ورزشگاه

در دیدار دو تیم تراکتور و پرسپولیس، از دور برگشت رقابت‌های لیگ نهم، تعدادی از زنان تبریزی، با حضور در استادیوم، خواهان ورود به ورزشگاه جهت تماشای بازی شدند. این هواداران، با مشاهده جلوگیری نیروهای امنیتی از ورود آن‌ها به ورزشگاه، با رفتن به تپه‌های مشرف به زمین چمن، به تماشای بازی پرداختند.

### تراکتور و دریاچه ارومیه
هواداران این تیم همچنین در طی چند بازی شعارهایی دربارهٔ خشک شدن دریاچه ارومیه سر داده و عده‌ای از آنان با پرچم‌های این تیم در ساحل دریاچه حاضر شده‌اند. تراکتور به پویش «به امید احیای دریاچه ارومیه» پیوسته است و در لیگ شانزدهم با شعارهایی با مضمون حمایت از احیای دریاچه ارومیه به میدان می‌رود.

### سرود رسمی

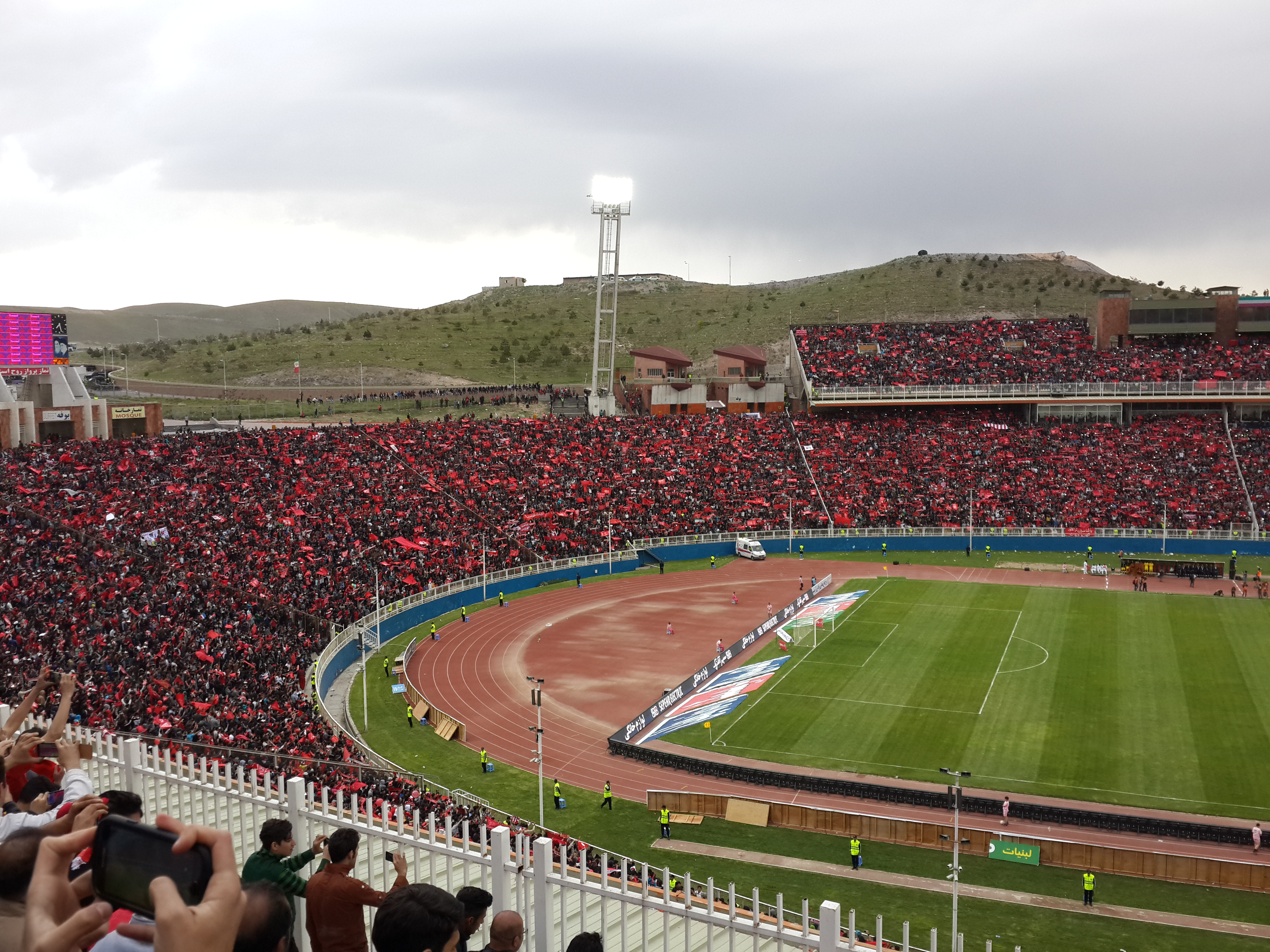

هر تیم باشگاهی در دنیای فوتبال سرود رسمی خاص خود را دارد، از این رو در سال ۱۳۹۱ همزمان با صعود تراکتور به لیگ قهرمانان آسیا، از سرود جدید تراکتور به نام «تیراختور ایفتیخاریمیز» رونمایی شد. از آن سو به بعد این مارش، به عنوان سرود رسمی تراکتور معرفی شد.
- ترانه‌سرا: ایوب شهبازی
- آهنگساز: غلامرضا میرزازاده
- تنظیم: محمد حسین درابلو
- خواننده: اسفندیار قره‌باغی

«تیراختور ایفتیخاریمیز»
ظفر مارشین چالان بیزیک.
قهرمانلیق بیزیمکی دیر
آذربایجان دیاریمیز
ادب، شرف شوعاریمیز
بیرلیک گۆجون اینانمیشیق
چوخ مئیدانلار دوْلانمیشیق
آذربایجان دیاریمیز
ادب، شرف شوعاریمیز
دونیا بوْیو قالان بیزیک
ایرانا باش اوْلان بیزیک
تیراختور ایفتیخاریمیز
تیراختور ایفتیخاریمیز(۲)
داغلار کیمی دایانمیشیق
ایفتیخارلار قازانمیشیق
تیراختور ایفتیخاریمیز
تیراختور ایفتیخاریمیز(۲)

### شعارها
تراکتور در بین هوادارانش به «تراختور» یا «تیراختور» معروف است.
۱ «داغ‌لارؽ سؤکَر تیراختور» (به فارسی: تراکتور کوه‌ها را می‌شکافد) یکی از محبوب‌ترین شعارهای دهه ۷۰ در میان هوادارن تراکتور بود. در دوره جدید حضور تیم، شعارهایی مانند
۲ «یاشاسؽن آذربایجان» (به فارسی: زنده‌باد آذربایجان)، ۳ «آذربایجان دیارؽمؽز، تیراختور ایفتیخارؽمؽز» (به فارسی: آذربایجان سرزمین‌مان است، تراکتور مایهٔ مباهات‌مان است) و ۴ «یئل یاتار تۇفان یاتار، یاتماز تیراختور بایراغؽ» (به فارسی: باد می‌خوابد طوفان فروکش می‌کند، اما پرچم تراکتور تا ابد پابرجاست) سر داده می‌شوند. هواداران این تیم گاهی در زمان گل خوردن شعار
۵ «عئیبی یوْخ، عئیبی یوْخ» (به فارسی: طوری نیست) سر می‌دهند؛ و در دقیقه ۱۵ هر بازی نیز برای اجرای اصل ۱۵ قانون اساسی شعار ۶ «تۆرک دیلینده مدرسه، اوْلمالؽدؽ هر کسه» (به فارسی: مدرسه به زبان ترکی حق افراد است) سر می‌دهند. همچنین هوادارن تیم تراکتور در سال‌های اخیر با شعار
۷ «آذربایجان قؽزلارؽ، گۆ لَرین اۇلدۇزلارؽ، ایستادیۇم یوْل‌لارؽ، گؤزله‌ایر اوْن‌لارؽ» در دقیقه ۲۵ هر بازی (به یادبود سال ۱۳۲۵ و اولین اعطای حق رای برای زنان، در حکومت سید جعفر پیشه‌وری در آذربایجان) از حضور بانوان تراکتوری در استادیوم حمایت می‌کنند.

## هماوردان

### استقلال

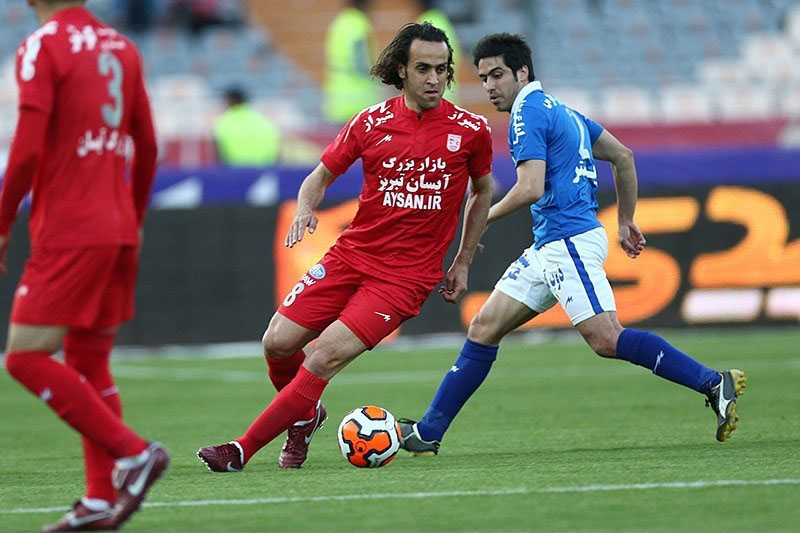
هفته پایانی لیگ سیزدهم-تراکتور۳- استقلال۱

بازی تراکتور و استقلال یک بازی حساس است. در سال‌های اخیر، رقابت بر سر قهرمانی و کسب سهمیه حضور در جام باشگاه‌های آسیا به این حساسیت افزوده است. این بازی که در استادیوم‌های یادگار امام و آزادی برگزار می‌شود، تماشاگران زیادی دارد. هواداران تراکتور حضوری پرشمار در استادیوم آزادی تهران و در مواردی بیش از هواداران تیم تهرانی داشته‌اند. در سه لیگ متوالی سیزدهم، چهاردهم، پانزدهم تراکتور با پیروزی در دیدار برابر استقلال در هفته‌های پایانی، مانع از کسب سهمیه آسیایی یا قهرمانی استقلال شده است. در حالی که در هفته پایانی لیگ سیزدهم، آبی‌های پایتخت برای قهرمانی، نیاز به شکست تراکتور و توقف فولاد داشتند و با یک مساوی هم سهمیه آسیایی را کسب می‌کردند، سه گل فخرالدینی، نصرتی و انصاری‌فرد قهرمانی و سهمیه را هم‌زمان از استقلال گرفت. در لیگ چهاردهم هم، تراکتور در تهران، ۴ گل به استقلال زد تا قبل از پایان لیگ سهمیه نگرفتن استقلال قلعه‌نویی قطعی شود و دوران سه ساله او در استقلال به پایان برسد. در لیگ پانزدهم، برد ۳ بر ۲ تراکتور در هفته ما قبل آخر و در استادیوم آزادی امید قهرمانی استقلال را از بین برد. بهترین برد تراکتور در برابر استقلال در چارچوب هفته ۲۹، لیگ چهاردهم در استادیوم آزادی و با حساب ۴ بر ۱ و با هت‌تریک سامان نریمان جهان به دست آماده است. بدترین نتیجه تراکتور در برابر استقلال به شکست ۷ بر ۱ در لیگ برتر در تهران و دو شکست ۵ بر ۱ در لیگ آزادگان سال ۷۵–۷۶ و ۷۹–۸۰ و یک شکست ۴ بر صفر در نخستین دوره لیگ برتر در تهران بازمی‌گردد. نخستین بازی دو تیم در ۲۴ فروردین ۱۳۵۴ در تبریز برگزار شد و تراکتور با گل حسین نور محمدزاده توانست استقلال را شکست دهد و اولین برد استقلال نیز در بازی برگشت همان سال اتفاق افتاد و با گل‌های هادی نراقی و غلامحسین مظلومی استقلال پیروز شد. بدترین شکست تراکتور در لیگ برتر نیز مقابل استقلال رقم خورد جایی که در هفته پایانی لیگ بیست و دوم تراکتور در ورزشگاه آزادی با نتیجه ۷-۱ از استقلال شکست خورد.

### پرسپولیس
بازی تراکتور و پرسپولیس، برای سالیان یک رقابت حساس و پر تماشاگر بوده است. در جام تخت جمشید و بعد تر در دهه‌های ۶۰ و ۷۰، پرسپولیس، عموماً در برابر تراکتور پیروز بود، با این همه این شرایط بعد از قدرت گرفتن تراکتور کاملاً تغییر کرد. اولین برد تراکتور در برابر پرسپولیس و در دهه ۸۰، در هفته هجدهم لیگ دهم، به دست آمد. در این بازی تراکتور موفق شد با گل کرار جاسم، پرسپولیس را پس از ۱۷ سال شکست دهد. خداداد افشاریان داور میدان، این رقابت را سخت‌ترین بازی عمرش دانست. کرار جاسم، ستاره آن فصل تراکتور در این بازی به دلیل نواختن سیلی به گوش محسن خانبان کمک داور بازی اخراج شد.

### شهرآوردها

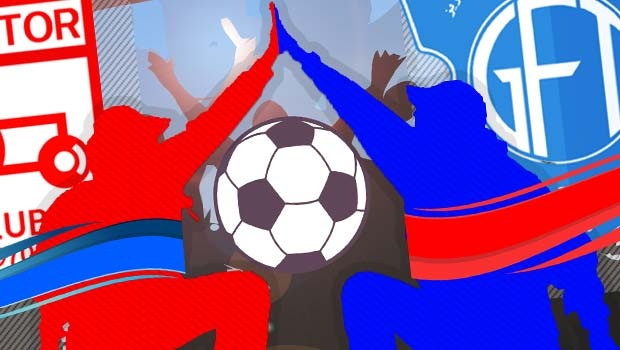
پوستر قدیمی طراحی شده برای دربی تبریز با مضمون اتحاد تراکتور و گسترش فولاد (منحل)

در دهه‌های ۵۰ تا ۸۰، ماشین‌سازی رقیب مهمی برای تراکتور بود به‌طوری‌که ماشین‌سازی موفق به کسب ۲۲ برد در برابر ۱۲ برد تراکتور شده بود و ۱۹ بازی این دو تیم به تساوی انجامیده بود. تقابل دو تیم سبز و سرخ تبریزی، شهرآورد تبریز را تبدیل به یک بازی مهم و پر هیجان کرده بود ولی این شرایط پس از افول ماشین‌سازی تغییر کرد. در سالهای اخیر، دو تیم شهرداری و گسترش فولاد به تناوب در بازیهایی کم تماشاگر به مصاف تراکتور رفته‌اند . هواداران تراکتور، در دربی تبریز گاهی با سر دادن شعار «آذربایجان تیملری فرق المز رهلری» (به فارسی:  تیم‌های آذربایجانی، با هر رنگی، فرقی با هم ندارند (معنی تحت‌الفظی)) هر دو تیم را تشویق می‌کردند. با این همه پس از بازی برگشت فصل ۹۴–۹۳ این شرایط تغییر کرد. در این بازی، یک هفته مانده به پایان لیگ و در یک بازی سرنوشت ساز برای قهرمانی به مصاف گسترش فولاد رفت. این بازی در نهایت به تساوی انجامید و تراکتور که با برد در این بازی قهرمان می‌شد با یک تساوی دیگر در برابر نفت تهران، دوم شد. پس از دست رفتن قهرمانی، عده‌ای از هواداران تراکتور با انتقاد از رویکرد تشویق هر دو تیم در جریان دربی تبریز، اعلام کردند در آینده تنها به تشویق تراکتور خواهند پرداخت.
از زمانی که باشگاه ماشین‌سازی تبریز نیز به مالکیت زنوزی درآمده است، شائبه تبانی در بازی‌های این دو تیم که مالک یکسانی دارند به‌وجود آمده است. درحالی که در لیگ نوزدهم در دوره ای از نظر جمع امتیازات تراکتور در بحران بود به ماشین رسول خطیبی ۲_۰ باخت. مثل اینکه در سال ۹۹ ماشین‌سازی به محمد پوررضایی واگذار شد تا این حرف و حدیث‌ها پایان یابند

### سپاهان اصفهان
از سال ۱۳۵۴ دو تیم تراکتور و سپاهان دیدارهای مختلفی با یک‌دیگر داشته‌اند. اولین دیدار بین این دو تیم در تاریخ ۲۶ اردیبهشت ۱۳۵۴ در شهر تبریز و در مسابقات جام تخت جمشید ۱۳۵۴ برگزار شده است که با تساوی ۱–۱ همراه بوده است. دیدار دو تیم تراکتور و سپاهان، دیدار بین پرطرفدارترین تیم‌های غیر تهرانی فوتبال ایران می‌باشد. تراکتور و سپاهان، در سال ۱۳۹۳ یک تفاهم نامه خواهرخواندگی امضاء کرده‌اند.

### آمار کلی
| استقلال     | ۱۶ | ۱۵ | ۲۷ | ۶۲ | ۹۲ |
| پرسپولیس    | ۱۱ | ۱۶ | ۲۹ | ۴۵ | ۸۱ |
| سپاهان      | ۹  | ۱۲ | ۲۴ | ۳۵ | ۶۱ |
| ماشین‌سازی   | ۲۱ | ۲۰ | ۲۵ | ۵۱ | ۵۵ |
| گسترش فولاد | ۷  | ۶  | ۰  | ۲۲ | ۱۲ |

- آخرین بروز رسانی: ۴ می ۲۰۲۵

## نشان‌واره‌ها
باشگاه فوتبال تراکتور یکی از قدیمی‌ترین باشگاه‌های فوتبال ایران است. این باشگاه در سال ۱۳۴۹ در تبریز تأسیس شده است و تا کنون چهار نشان‌واره داشته است.

از ۱۳۴۹ تا ۱۳۸۴
از ۱۳۹۸ تا ۱۴۰۳
از ۱۴۰۳ تاکنون

## رنگ و پوشاک

### رنگ
رنگ پیراهن باشگاه تراکتور از همان ابتدا به رنگ قرمز ساده بود، امروزه نیز پیراهن اول تراکتور بدون هیچ تغییری رنگ قرمز است. پیراهن دوم و سوم تراکتور را به ترتیب رنگ‌های سفید و سیاه تشکیل می‌دهند.

### پوشاک
از سال ۱۳۴۹ تا ۱۳۸۴ تراکتور با هیچ اسپانسری قرارداد نداشت، اما پس از سال ۱۳۸۴ با حرفه ای تر شدن باشگاه اسپانسرها متعددی جذب باشگاه شده و با تراکتور قرارداد تجاری بستند.
| دوره      | طراح لباس  | اسپانسر                                                   |
| --------- | ---------- | --------------------------------------------------------- |
| ۱۳۴۹–۵۳   | امبرو      |                                                           |
| ۱۳۵۳–۸۴   | پوما       |                                                           |
| ۱۳۸۴–۸۹   | پوشاک دایی | بانک سپه/همراه اول/بیمه نوین                              |
| ۱۳۸۹–۹۲   | آل اشپورت  | همراه اول                                                 |
| ۱۳۹۲–۹۳   | مروژ       | پروژه آیسان تبریز                                         |
| ۱۳۹۳–۹۶   | کلمه       | همراه اول/پروژه آیسان تبریز/خودروسازی فاو/بانک مهر اقتصاد |
| ۱۳۹۶–۹۷   | لی-نینگ    | ایرانسل/اطلس گلوبال/آذرتل                                 |
| ۱۳۹۷–۹۸   | مروژ       | مؤسسه اعتباری کوثر                                        |
| ۱۳۹۸–۱۴۰۰ | آدیداس     | هواپیمایی آتا/تراپ                                        |
| ۱۴۰۰–     | استارت     | هواپیمایی آتا/رخش خودرو دیزل/کولاک شرق/آتا سنتر           |

## مسابقه‌ها

### لیگ برتر
تراکتور موفق به قهرمانی در فصل ٠۴–۱۴٠۳ لیگ برتر شد. اولین حضور تراکتور در در سطح اول فوتبال ایران به ۱۳۵۴ بازمی‌گردد، تراکتور در این مسابقات آخر شد. پس از آن تراکتور در اغلب رقابت‌های لیگ برتر ایران حضور داشته است اما در کسب قهرمانی لیگ برتر ایران، ناکام مانده است. کسب مقام سوم لیگ برتر سال ۱۳۷۲ به مربیگری واسیلی گوجا، توسط تیمی که در آن سال بازی‌های درخشانی انجام داد از بهترین نتایج تراکتور در ده‌های ۶۰ و ۷۰ به‌شمار می‌رود. تراکتور پس از صعود مجدد به لیگ برتر فوتبال ایران، سه بار در سال‌های ۹۱ به مربیگری امیر قلعه‌نویی و سال ۹۲ و ۹۳ به مربیگری تونی اولیویرا تا آستانه قهرمانی لیگ پیش رفت اما در پایان به نایب قهرمانی رضایت داد.

#### بازی تراکتور و نفت تهران
بازی فوتبال تراکتور – نفت تهران در چارچوب هفته ۳۰ام لیگ چهاردهم، در روز جمعه ۲۵ اردیبهشت در ورزشگاه یادگار امام تبریز برگزار شد. هر دو تیم در حالی با ۵۷ امتیاز به مصاف یکدیگر می‌رفتند که با پیروزی در این مسابقه برای اولین بار قهرمان لیگ برتر می‌شدند. از سوی دیگر سپاهان ۵۶ امتیازی نیز با تساوی این دو تیم و پیروزی در دیدار با سایپا برای پنجمین بار قهرمان لیگ برتر می‌شد. این بازی با تساوی ۳ بر ۳ به پایان رسید و منجر به قهرمانی سپاهان شد. مهم‌ترین اتفاق این بازی، پخش خبر دروغ نتیجه بازی هم‌زمان در اصفهان بود، که منجر به تغییر روند بازی از دقیقه ۸۶ شد. پس از این خبر بازیکنان تراکتور با تصور اینکه بازی سپاهان و سایپا با حساب ۲ بر ۲ به پایان رسیده است به جای تلاش برای به ثمر رساندن گل، به اداره بازی پرداختند. اتفاقات داوری از دیگر حاشیه‌های این بازی بودند. این اتفاقات بعد اشتباه در یک صحنه مشکوک به پنالتی روی بازیکن تراکتور و اخراج تیموریان توسط داور مسابقه علیرضا فغانی اتفاق افتاد، پس از این اخراج و در حالی که تراکتور ۳ بر ۱ از نفت پیش بود، بازی به تساوی کشید. بعدتر، کارشناسان داوری اعلام کردند که داور در این بازی اشتباهات اثرگذاری داشته است. دیگر اتفاق جنجالی این دیدار خوشحالی بازیکنان و برخی از هواداران تراکتور پس از نتیجه بازی بود که بعداً مشخص شد خبری به اشتباه مبنی بر تساوی ۲ بر ۲ سپاهان و سایپا به آن‌ها رسیده است؛ قطع خطوط تلفن، شبکه اینترنت و پخش خبر اشتباه از بازی هم‌زمان و فریب حاضران در ورزشگاه انتقادات بسیاری برانگیخت.

### جام حذفی
تراکتور تاکنون دو بار قهرمان جام حذفی شده است. تراکتور در اولین دوره جام حذفی به فینال رسید، با این وجود ۴ بر ۱ مغلوب ملوان شد. بعد از ۱۸ سال، در سال ۱۳۷۳ تراکتور با راه یافتن به فینال جام حذفی در دو بازی رفت و برگشت مقابل بهمن به میدان رفت. در بازی رفت در تبریز تراکتور با حساب ۱ بر هیچ بهمن را شکست داد، ولی در بازی برگشت با نتیجه ۲ بر صفر مغلوب این تیم شد و از کسب جام بازماند. در بازی برگشت شبهاتی در مورد اشتباهات داوری، از جمله مردود اعلام شدن یک گل سالم تراکتور وجود داشتند. سرانجام تراکتور پس از گذشت ۱۹ سال از آخرین حضور خود در فینال جام حذفی در مقابل مس کرمان قرار گرفت و با نتیجه ۱ بر صفر با گل سعید دقیقی به برتری رسید و اولین قهرمانی مهم خود را در سال ۱۳۹۳، رقم زد.
دومین قهرمانی تراکتور در جام حذفی فصل ۹۹_۱۳۹۸ مقابل استقلال قرار گرفت که تراکتور با برتری ۴ بر ۲ این تیم را در ورزشگاه امام رضا شهر مشهد، شکست داد.

### لیگ قهرمانان آسیا
تراکتور ۶ دوره از سال ۲۰۱۳ به آن‌سو، به عنوان نماینده ایران در این مسابقه حضور داشته است. تیم تراکتور بعد از نایب قهرمانی در سال ۱۳۹۱ شمسی موفق شد برای اولین بار جواز شرکت در مسابقات لیگ قهرمانان آسیا را کسب کند

### جام میلز هندوستان
تیم تراکتور در بازی برگشت فینال جام حذفی سال ۷۳ برابر بهمن کرج گل درستی را با شوت از راه دور به ثمر رساند که داور مسابقه آن را آفساید اعلام کرد.
این حق کشی آشکار به ضرر تراکتور منجر به از دست رفتن قهرمانی جام حذفی برای تراکتور گشت و در ابتدا شایعه شد که بازی فینال تکرار خواهد شد، اما در پایان فدراسیون فوتبال برای دلجویی از تراکتور، این تیم را روانه جام بین‌المللی میلز هندوستان کرد.
تراکتور در این مسابقات با پیروزی بر تمامی حریفان خود و بدون دریافت گل خورده، به عنوان قهرمانی دست یافت.

### بدترین باخت تاریخ
باشگاه تراکتور تبریز در هفته سی ام لیگ ۲۲ ام
در مصاف با استقلال نتیجه را ۷ بر ۱ واگذار کرد.

### بهترین برد تاریخ
باشگاه تراکتور تبریز در هفته هشتم لیگ هجدهم
در مصاف با استقلال خوزستان با نتیجه ۶ بر ۰ پیروز گشت.

### بدترین باخت تاریخ
باشگاه تراکتور تبریز در سال ۱۶–۲٠۱۵ در بازی یک هشتم نهایی لیگ نخبگان آسیا در مصاف با النصر دبی نتیجه را ۴ بر ۱ واگذار کرد.
تراکتور در سال ۱۸–۲٠۱۷ نیز در مصاف با الغرافه قطر نتیجه را ۳ بر ٠ واگذار کرد.

### بهترین برد تاریخ
باشگاه تراکتور تبریز در سال ۲۵–۲٠۲۴ در لیگ سطح دو آسیا در مصاف با روشن تاجیکستان با نتیجه ۷ بر ٠ پیروز گشت تا به عنوان بهترین برد تاریخی باشگاه ثبت شود. گل‌های این بازی با دبل امیرحسین حسین‌زاده، هت‌تریک سوکول سیکالشی، ریکاردو آلوز و گل به‌خودی یکی از بازیکنان تیم حریف به ثمر رسید.

## ورزشگاه خانگی

### ورزشگاه یادگار امام تبریز (سهند)
هم‌اکنون باشگاه تراکتور، بازی‌های خانگی رسمی خود را در ورزشگاه یادگار امام تبریز (سهند) انجام می‌دهد. این استادیوم، دومین ورزشگاه بزرگ ایران است و این ورزشگاه یکی از ۱۴ مکان ورزشی دهکده المپیک تبریز به‌شمار می‌رود. این ورزشگاه، طبق ارزیابی‌های انجام گرفته توسط کنفدراسیون فوتبال آسیا، موفق به دریافت درجه A شده است.

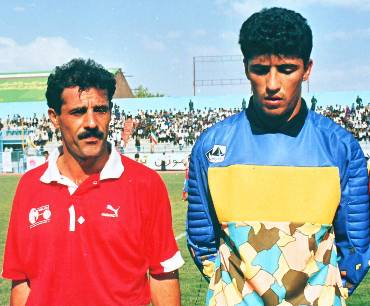
احد شیخ لاری در کنار علیرضا نیک‌مهر دروازه‌بان تراکتور در ورزشگاه باغشمال تبریز

### ورزشگاه تختی تبریز
تراکتور، تا پیش از لیگ آزادگان ۸۸–۸۷، بیشتر بازی‌های خانگی خود را در ورزشگاه قدیمی تختی تبریز (معروف به باغشمال) برگزار می‌کرد. ورزشگاه باغشمال با گنجایش ۲۵٬۰۰۰ نفر تا پیش از بهره‌برداری از ورزشگاه یادگار امام تبریز، به عنوان ورزشگاه اصلی فوتبال تبریز به حساب می‌آمد. باشگاه تراکتور، پس از صعود به لیگ برتر، بازی‌های خانگی خود را در ورزشگاه یادگار امام تبریز انجام می‌دهد.

### ورزشگاه شهید باکری تبریز
باشگاه تراکتور، دارای یک ورزشگاه اختصاصی ۱۰٬۰۰۰ نفری به نام ورزشگاه شهید باکری، واقع در کنار کارخانجات تراکتورسازی است. از جمله امکانات این ورزشگاه می‌توان به استخر، سونا، سالن بدن‌سازی، سالن سرپوشیده و چند زمین چمن اشاره کرد.

### بلیت فروشی
برای نخستین بار در ایران، طرح استفاده از بلیت الکترونیکی برای تسهیل در خرید بلیت برای هواداران تراکتور، به اجرا درآمد. با این وجود مشکلاتی در اجرای این طرح وجود داشته است.
تراکتور اولین باشگاه در سطح ایران است که توانسته بلیت فروشی را طبق استاندارد کنفدراسیون فوتبال آسیا به‌دست بگیرد، گفتنی است بلیت فروشی سایر باشگاه‌ها از طریق هیئت فوتبال استان‌ها انجام می‌گیرد.
امروزه بلیت فروشی تیم تراکتور از سایت خود باشگاه انجام می‌شود.

## تراکتور در رسانه‌ها
بازی‌های رسمی این باشگاه در لیگ برتر، جام حذفی و لیگ قهرمانان آسیا از طریق شبکه سراسری ورزش سیما و شبکه استانی سهند، به‌طور زنده در بستر دیجیتال و ماهواره پخش می‌شود. امکان مشاهده اینترنتی بازی‌های این تیم از طریق وبگاه شبکه سهند و شبکه ورزش نیز وجود دارد. اما در سالهای اخیر تراکتوری‌ها با اشاره به پرطرفدار بودن خود در سراسر ایران خواستار پخش بازیها در شبکه سه شده‌اند. افزون بر این بازی‌های مهم تراکتور با باشگاه‌های استقلال تهران، پرسپولیس تهران و سپاهان اصفهان به صورت زنده از شبکه سراسری سوم سیما، شبکه جهانی جام جم و شبکه جهانی سحر آذری نیز پخش می‌گردد. این باشگاه با همکاری صدا و سیمای آذربایجان شرقی در روز ۲۱ خرداد ماه ۱۳۹۱ و طی جشنی که به مناسبت آسیایی شدن تراکتور برگزار شده بود از سرود رسمی این باشگاه که توسط اسفندیار قره‌باغی اجرا شد، رونمایی کرد.
در ۱۴ آذر ۱۳۹۸ باشگاه تراکتور، اپلیکیشن رسمی هواداران باشگاه تراکتور به نام تراپ را رونمایی کرد که خدمات هواداری و غیر هواداری ارائه می‌دهد.

## بازیکنان

### بازیکنان کنونی
تاریخ بروزرسانی: ۲۶ مرداد ۱۴۰۴
فهرست بازیکنان باشگاه فوتبال تراکتور در فصل ۰۵–۱۴۰۴ به شرح زیر است:
| شماره |         | نقش       | بازیکن                                |
| ----- | ------- | --------- | ------------------------------------- |
| ۱     | ایران   | دروازه‌بان | علیرضا بیرانوند                       |
| ۲     | ایران   | مدافع     | مهدی شیری                             |
| ۳     | ایران   | مدافع     | شجاع خلیل‌زاده                         |
| ۴     | صربستان | مدافع     | الکساندر سدلار                        |
| ۵     | ایران   | مدافع     | میلاد کر زیر۲۱ سال                    |
| ۶     | ایران   | هافبک     | مهدی حسینی                            |
| ۷     | کرواسی  | هافبک     | تیبور هلیلوویچ                        |
| ۸     | کرواسی  | هافبک     | ایگور پوستونسکی                       |
| ۹     | ایران   | مهاجم     | مهدی ترابی                            |
| ۱۱    | ایران   | مدافع     | دانیال اسماعیلی‌فر (کاپیتان دوم)       |
| ۱۷    | ایران   | هافبک     | سعید کریم‌آذر زیر۲۵ سال                |
| ۱۸    | ایران   | مدافع     | صادق محرمی                            |
| ۱۹    | کرواسی  | مهاجم     | تومیسلاو اشترکالی                     |
| ۲۰    | ایران   | هافبک     | مهدی هاشم‌نژاد زیر۲۵ سال (کاپیتان سوم) |
| ۲۲    | ایران   | مدافع     | محمد نادری                            |

| شماره |          | نقش       | بازیکن                 |
| ----- | -------- | --------- | ---------------------- |
| ۲۵    | کرواسی   | مهاجم     | دوماگوی دروژدک         |
| ۲۷    | ایران    | مهاجم     | امیرعلی خرمی زیر۲۱ سال |
| ۳۳    | ایران    | مدافع     | فرشاد فرجی             |
| ۴۴    | ایران    | مدافع     | عرفان درویش عالی       |
| ۴۹    | ایران    | دروازه‌بان | ادیب زارعی زیر۲۳ سال   |
| ۷۰    | ایران    | دروازه‌بان | عرفان نجاری زیر۲۳ سال  |
| ۷۲    | ایران    | مهاجم     | امین ایمری زیر۲۱ سال   |
| ۸٠    | ایران    | مهاجم     | شاهین شجاعی زیر۲۱ سال  |
| ۸۳    | ایران    | مهاجم     | حجت احمدی زیر۲۳ سال    |
| ۸۸    | ایران    | هافبک     | مسعود زائر کاظمینی     |
| ۹۱    | ایران    | مهاجم     | امیررضا جدی زیر۲۱ سال  |
| ۹۹    | ایران    | مهاجم     | امیرحسین حسین‌زاده      |
|       | ایران    | مهاجم     | مهرداد محمدی           |
|       | ازبکستان | هافبک     | عادل‌جان همراه‌بکوف      |

### بیشترین حضور
تا تاریخ ۲۸ مرداد ۱۴۰۴
| #    | نام               | ملیت   | پست       | بازی |
| ---- | ----------------- | ------ | --------- | ---- |
| ۱    | احد شیخ‌لاری       | ایران  | مهاجم     | ۴۵۲  |
| ۲    | ایوب ذوالفقاری    | ایران  | مدافع     | ۴۲۴  |
| ۳    | مهدی کیانی        | ایران  | هافبک     | ۳۱۶  |
| ۴    | حسن آذرنیا        | ایران  | مدافع     | ۲۴۵  |
| ۵    | محمد ابراهیمی     | ایران  | مهاجم     | ۲۲۱  |
| ۶    | محمدرضا اخباری    | ایران  | دروازه‌بان | ۱۷۴  |
| ۷    | محمد ایرانپوریان  | ایران  | مدافع     | ۱۷۰  |
| ۸    | مسعود ابراهیم‌زاده | ایران  | مدافع     | ۱۵۹  |
| ۹    | کاظم محمودی       | ایران  | مدافع     | ۱۵۵  |
| ۱۰   | مصطفی اکرامی      | ایران  | مدافع     | ۱۴۰  |
| ۱۱   | مرتضی اسدی        | ایران  | مدافع     | ۱۳۶  |
| ۱۲   | یونس باهنر        | ایران  | مدافع     | ۱۳۳  |
| ۱۳   | محمد نصرتی        | ایران  | مدافع     | ۱۲۳  |
| ۱۴   | احسان حاج‌صفی      | ایران  | مدافع     | ۱۱۷  |
| ۱۵   | فرزاد حاتمی       | ایران  | مهاجم     | ۱۱۳  |
| ۱۶   | میلاد فخرالدینی   | ایران  | مدافع     | ۱۰۶  |
| ۱۷   | هادی محمدی        | ایران  | مدافع     | ۱۰۵  |
| ۱۸   | حسین خطیبی        | ایران  | مهاجم     | ۱۰۲  |
| ۱۹   | سامان نریمان‌جهان  | ایران  | هافبک     | ۱۰۱  |
| ۲۰   | محمد نادری        | ایران  | مدافع     | ۱۰۱  |
| ۲۱   | شجاع خلیل‌زاده     | ایران  | مدافع     | ۱۰۰  |
| ۲۲   | اکبر ایمانی       | ایران  | هافبک     | ۱۰۰  |
| ۲۳   | ریکاردو آلوز      | پرتغال | هافبک     | ۱۰۰  |
| (۲۴) | مهدی هاشم‌نژاد     | ایران  | مهاجم     | ۹۸   |
| (۲۵) | دانیال اسماعیلی‌فر | ایران  | مدافع     | ۹۰   |
| (۲۶) | امیرحسین حسین‌زاده | ایران  | مهاجم     | ۷۱   |
| (۲۷) | مهدی شیری         | ایران  | مدافع     | ۶۲   |

- بازیکنانی که بیش از ۲۰۰ بازی برای تراکتور بازی کرده‌اند.
- بازیکنانی که بیش از ۱۰۰ بازی برای تراکتور بازی کرده‌اند.

() بازیکنانی که در آستانه ثبت ۱۰۰ بازی برای تراکتور هستند.

## گلزنان برتر

### گلزنان تراکتور در تمامی رقابت‌ها
بهترین گلزنان تراکتور به شرح زیر هستند:
| ردیف | نام                 | ملیت          | تعداد گل | تعداد بازی |
| ---- | ------------------- | ------------- | -------- | ---------- |
| ۱    | احد شیخ‌لاری         | ایران         | ۱۱۱      | ۴۵۲        |
| ۲    | محمد عباس‌زاده       | ایران         | ۳۴       | ۸۴         |
| ۳    | محمد ابراهیمی       | ایران         | ۳۴       | ۲۲۱        |
| ۴    | فرزاد حاتمی         | ایران         | ۳۱       | ۱۱۳        |
| ۵    | ادینیو              | برزیل         | ۲۹       | ۶۳         |
| ۶    | محمد ایرانپوریان    | ایران         | ۲۷       | ۱۷۰        |
| ۷    | امیرحسین حسین‌زاده   | ایران         | ۲۶       | ۷۰         |
| ۸    | فلاویو لوپز         | پرتغال        | ۲۱       | ۶۷         |
| ۹    | سید مهدی سید صالحی  | ایران         | ۱۹       | ۳۸         |
| ۱۰   | رضا اسدی            | ایران         | ۱۸       | ۵۹         |
| ۱۱   | کریم انصاری فرد     | ایران         | ۱۷       | ۳۶         |
| ۱۲   | سامان نریمان جهان   | ایران         | ۱۷       | ۱۰۰        |
| ۱۳   | احسان حاج صفی       | ایران         | ۱۶       | ۱۱۷        |
| ۱۴   | مسعود ابراهیم‌زاده   | ایران         | ۱۶       | ۱۵۹        |
| ۱۵   | مهدی هاشم‌نژاد       | ایران         | ۱۵       | ۹۷         |
| ۱۶   | کرار جاسم           | عراق          | ۱۴       | ۷۴         |
| ۱۷   | اشکان دژاگه         | آلمان · ایران | ۱۴       | ۷۵         |
| ۱۸   | آنتونی استوکس       | جمهوری ایرلند | ۱۳       | ۲۴         |
| ۱۹   | تومیسلاو اشترکالی   | کرواسی        | ۱۲       | ۳۵         |
| ۲۰   | رحیم مه نمای اقدم   | ایران         | ۱۲       | ۵۱         |
| ۲۱   | محمد نصرتی          | ایران         | ۱۲       | ۱۲۳        |
| ۲۲   | مهدی کیانی          | ایران         | ۱۲       | ۲۶۷        |
| ۲۳   | پرویز مظلومی        | ایران         | ۱۱       | ۳۱         |
| ۲۴   | غلامحسین دین محمدی  | ایران         | ۱۱       | ۴۵         |
| ۲۵   | دانیال اسماعیلی‌فر   | ایران         | ۱۱       | ۸۹         |
| ۲۶   | حسین خطیبی          | ایران         | ۱۱       | ۱۰۲        |
| ۲۷   | دوماگوی دروژدک      | کرواسی        | ۱۰       | ۱۸         |
| ۲۸   | فرهاد خیرخواه       | ایران         | ۱۰       | ۳۱         |
| ۲۹   | مهدی شریفی          | ایران         | ۱۰       | ۴۷         |
| ۳۰   | علی اکبر ذوالمجدیان | ایران         | ۱۰       | ۵۲         |
| ۳۱   | علی باغمیشه         | ایران         | ۱۰       | ۶۰         |
| ۳۲   | علی علیزاده         | ایران         | ۱۰       | ۶۱         |
| ۳۳   | فرشاد احمدزاده      | ایران         | ۱۰       | ۶۸         |

- آخرین بروز رسانی: ۲۵ اردیبهشت ۱۴۰۴

### بازیکنان خارجی
فهرست بازیکنان خارجی باشگاه تراکتور شامل بازیکنانی می‌شود که با تابعیت غیر ایرانی برای باشگاه تراکتور بازی کرده‌اند.
راهنما
- بازیکنانی که نامشان پر رنگ نوشته شده، حداقل در یکی از رده‌های ملی کشورشان حضور داشته‌اند.

| ردیف | نام                     | ملیت             | پست       | دوران بازی            | بازی | گل | پاس‌گل |
| ---- | ----------------------- | ---------------- | --------- | --------------------- | ---- | -- | ----- |
| ۱    | الخان مسلم‌اف            | جمهوری آذربایجان | هافبک     | ۱۳۸۱–۱۳۸۲             | ؟    | ؟  | ؟     |
| ۲    | بهرام شاه‌قلی‌اف          | جمهوری آذربایجان | مدافع     | ۱۳۸۱–۱۳۸۲             | ؟    | ؟  | ؟     |
| ۳    | رافائل امیربکف          | جمهوری آذربایجان | مدافع     | ۱۳۸۱–۱۳۸۲             | ؟    | ؟  | ؟     |
| ۴    | مارتین پروهاسکا         | اسلواکی          | هافبک     | ۱۳۸۴–۱۳۸۵             | ؟    | ؟  | ؟     |
| ۵    | توماس گریچ              | اسلواکی          | مدافع     | ۱۳۸۴–۱۳۸۵             | ؟    | ؟  | ؟     |
| ۶    | عادل شکوروف             | جمهوری آذربایجان | مدافع     | ۱۳۸۴–۱۳۸۵             | ؟    | ؟  | ؟     |
| ۷    | امانوئل کافور           | غنا              | هافبک     | ۱۳۸۴–۱۳۸۵             | ؟    | ؟  | ؟     |
| ۸    | ایوان ترابالیک          | اسلواکی          | دروازه‌بان | ۱۳۸۴–۱۳۸۵             | ۱۰   | ۰  | ۰     |
| ۹    | ژاک ویلیامز             | انگلستان         | هافبک     | ۱۳۸۶                  | ۰    | ۰  | ۰     |
| ۱۰   | گئورگ کاسپاروف          | ارمنستان         | دروازه‌بان | ۱۳۸۷–۱۳۸۸             | ۱۱   | ۰  | ۰     |
| ۱۱   | الو ترائوره             | مالی             | مدافع     | ۱۳۸۸–۱۳۹۰             | ۳۴   | ۰  | ۰     |
| ۱۲   | کرار جاسم               | عراق             | هافبک     | ۱۳۸۸–۱۳۹۰ و ۱۳۹۵–۱۳۹۶ | ۷۱   | ۱۴ | ۱۰    |
| ۱۳   | لئوناردو پیمنتا         | برزیل            | هافبک     | ۱۳۸۸–۱۳۹۰             | ۵۲   | ۷  | ۳     |
| ۱۴   | عرفان اولروم            | نیجریه           | مدافع     | ۱۳۸۸–۱۳۹۰             | ۲۰   | ۰  | ۰     |
| ۱۵   | ایمن الهاجری            | یمن              | مهاجم     | ۱۳۹۰                  | ؟    | ۰  | ۰     |
| ۱۶   | رودریگو توسی            | برزیل            | هافبک     | ۱۳۹۰–۱۳۹۱             | ۳۳   | ۸  | ۳     |
| ۱۷   | اشپیتیم آرفی            | کوزوو · آلمان    | مهاجم     | ۱۳۹۰–۱۳۹۱             | ۹    | ۱  | ۱     |
| ۱۸   | فلاویو لوپز             | پرتغال           | مهاجم     | ۱۳۹۰–۱۳۹۲             | ۶۷   | ۲۱ | ۶     |
| ۱۹   | ژوآئو ویللا             | پرتغال           | هافبک     | ۱۳۹۰–۱۳۹۲             | ۸    | ۰  | ۰     |
| ۲۰   | گیلسون                  | برزیل            | مهاجم     | ۱۳۹۰–۱۳۹۲             | ۱۹   | ۵  | ۰     |
| ۲۱   | آنسلمو کاردوسو          | پرتغال           | مهاجم     | ۱۳۹۰–۱۳۹۲             | ۶    | ۱  | ۰     |
| ۲۲   | جاناتان                 | برزیل            | مهاجم     | ۱۳۹۲                  | ۱۰   | ۰  | ۱     |
| ۲۳   | مارکو باسارا            | صربستان          | هافبک     | ۱۳۹۳                  | ۴    | ۰  | ۰     |
| ۲۴   | رودریگو پیمپائو         | برزیل            | هافبک     | ۱۳۹۳–۱۳۹۴             | ۵    | ۰  | ۰     |
| ۲۵   | دیتمار بیکای            | آلبانی           | مدافع     | ۱۳۹۳–۱۳۹۴             | ۱۲   | ۱  | ۰     |
| ۲۶   | رادمز                   | برزیل            | هافبک     | ۱۳۹۳                  | ۰    | ۰  | ۰     |
| ۲۷   | سلیو فریرا دوس سانتوس   | برزیل            | مدافع     | ۱۳۹۳–۱۳۹۴             | ۹    | ۱  | ۰     |
| ۲۸   | عیسی اندوی              | سنگال            | دروازه‌بان | ۱۳۹۳–۱۳۹۴             | ۴    | ۰  | ۰     |
| ۲۹   | ادینیو                  | برزیل            | مهاجم     | ۱۳۹۳–۱۳۹۴ و ۱۳۹۵–۱۳۹۶ | ۶۲   | ۲۹ | ۱۰    |
| ۳۰   | علا عبدالزهره           | عراق             | مهاجم     | ۱۳۹۳                  | ۵    | ۰  | ۰     |
| ۳۱   | آگوستو سزار موریرا      | برزیل            | هافبک     | ۱۳۹۴–۱۳۹۵             | ۳۴   | ۵  | ۲     |
| ۳۲   | ایان رمزی               | فیلیپین          | هافبک     | ۱۳۹۴–۱۳۹۵             | ۹    | ۰  | ۳     |
| ۳۳   | حمزه یونس               | تونس             | مهاجم     | ۱۳۹۴–۱۳۹۵             | ۱۵   | ۵  | ۰     |
| ۳۴   | کارلوس آلکساندر کاردوسو | برزیل            | مدافع     | ۱۳۹۴–۱۳۹۵             | ۳۶   | ۱  | ۰     |
| ۳۵   | آلویس نانگ              | کامرون           | مهاجم     | ۱۳۹۵                  | ۱۳   | ۵  | ۲     |
| ۳۶   | ژوردی آلمیدا            | برزیل            | دروازه‌بان | ۱۳۹۷                  | ۱۶   | ۰  | ۰     |
| ۳۷   | سلیمان کرپیچ            | بوسنی و هرزگوین  | مهاجم     | ۱۳۹۷                  | ۱۰   | ۰  | ۰     |
| ۳۸   | سیمه گریگوف             | کرواسی           | مدافع     | ۱۳۹۷                  | ۱    | ۰  | ۰     |
| ۳۹   | لی اروین                | اسکاتلند         | مهاجم     | ۱۳۹۷–۱۳۹۸             | ۷    | ۴  | ۰     |
| ۴۰   | یوکیا سوگیتا            | ژاپن             | هافبک     | ۱۳۹۷–۱۳۹۹             | ۴۰   | ۳  | ۵     |
| ۴۱   | هری فورستر              | انگلستان         | هافبک     | ۱۳۹۷–۱۳۹۸             | ۲    | ۰  | ۰     |
| ۴۲   | آنتونی استوکس           | جمهوری ایرلند    | مهاجم     | ۱۳۹۷–۱۳۹۸             | ۲۴   | ۱۳ | ۲     |
| ۴۳   | کوین کنستانت            | گینه             | مدافع     | ۱۳۹۸                  | ۰    | ۰  | ۰     |
| ۴۴   | یوری ماتیاس             | برزیل            | مدافع     | ۱۳۹۸                  | ۲    | ۰  | ۰     |
| ۴۵   | کوین فورچونه            |                  | مهاجم     | ۱۳۹۸–۱۳۹۹             | ۱۰   | ۱  | ۰     |
| ۴۶   | ویلیان میمبلا           | پرو              | هافبک     | ۱۳۹۸–۱۳۹۹             | ۱۶   | ۱  | ۱     |
| ۴۷   | مازولا                  | برزیل            | هافبک     | ۱۳۹۸–۱۳۹۹             | ۹    | ۰  | ۰     |
| ۴۸   | حمزاوی                  | الجزایر          | مهاجم     | ۱۳۹۸–۱۴۰۰             | ۱۷   | ۱  | ۰     |
| ۴۹   | تیاگو فریرا             | پرتغال           | مدافع     | ۱۴۰۰–۱۴۰۱             | ۵    | ۰  | ۰     |
| ۵۰   | صفا هادی                | عراق             | هافبک     | ۱۴۰۱–۱۴۰۳             | ۵۲   | ۱  | ۰     |
| ۵۱   | ریکاردو آلوز            | پرتغال           | هافبک     | ۱۴۰۱–                 | ۷۴   | ۵  | ۲۹    |
| ۵۲   | گوستاوو واگنین          | برزیل            | هافبک     | ۱۴۰۱–۱۴۰۳             | ۵۸   | ۸  | ۴     |
| ۵۳   | رومرو گومس              | اسپانیا          | هافبک     | ۱۴۰۲                  | ۴    | ۰  | ۰     |
| ۵۴   | آلوارو خیمنز            | اسپانیا          | هافبک     | ۱۴۰۲                  | ۱۲   | ۰  | ۰     |
| ۵۵   | رومل کیوتو              | هندوراس          | مهاجم     | ۱۴۰۲                  | ۰    | ۰  | ۰     |
| ۵۶   | میلوش دلتیچ             | صربستان          | هافبک     | ۱۴۰۲–۱۴۰۳             | ۸    | ۱  | ۰     |
| ۵۷   | ایگور پوستونیسکی        | کرواسی           | هافبک     | ۱۴۰۳–                 |      | ۰  | ۲     |
| ۵۸   | تومیسلاو اشترکالی       | کرواسی           | مهاجم     | ۱۴۰۳–                 | ۲۴   | ۱۱ | ۲     |
| ۵۹   | سوکول سیکالشی           | آلبانی           | مهاجم     | ۱۴۰۳                  | ۹    | ۴  | ۱     |
| ۶٠   | دوماگوی دروژدک          | کرواسی           | وینگر     | ۱۴٠۳–                 | ۶    | ۳  | ۱     |

#### گلزنان برتر خارجی
| ردیف | نام                | گل | بازی |
| ---- | ------------------ | -- | ---- |
| ۱    | ادینیو             | ۲۹ | ۶۲   |
| ۲    | فلاویو لوپز        | ۲۱ | ۶۷   |
| ۳    | کرار جاسم          | ۱۴ | ۷۱   |
| ۴    | آنتونی استوکس      | ۱۳ | ۲۴   |
| ۵    | رودریگو توسی       | ۸  | ۳۳   |
| ۶    | گوستاوو واگنین     | ۸  | ۵۸   |
| ۷    | تومیسلاو اشترکالی  | ۱۱ | ۲۴   |
| ۸    | لئوناردو پیمنتا    | ۷  | ۵۲   |
| ۹    | آلویس نانگ         | ۵  | ۱۳   |
| ۱۰   | حمزه یونس          | ۵  | ۱۵   |
| ۱۱   | گیلسون             | ۵  | ۱۹   |
| ۱۲   | آگوستو سزار موریرا | ۵  | ۳۴   |
| ۱۳   | ریکاردو آلوز       | ۵  | ۷۴   |
| ۱۴   | لی اروین           | ۴  | ۷    |
| ۱۵   | سوکول سیکالشی      | ۴  | ۹    |
| ۱۶   | دوماگوی دروژدک     | ۳  | ۶    |
| ۱۷   | یوکیا سوگیتا       | ۳  | ۴۰   |

- بازیکنانی در این لیست قرار گرفتند که حداقل ۳ گل در همهٔ رقابت‌ها زده باشند.

#### پاسورهای خارجی
| ردیف | نام                | پاس گل | بازی |
| ---- | ------------------ | ------ | ---- |
| ۱    | ریکاردو آلوز       | ۲۹     | ۷۴   |
| ۲    | ادینیو             | ۱۰     | ۶۲   |
| ۳    | کرار جاسم          | ۱۰     | ۷۱   |
| ۴    | فلاویو لوپز        | ۶      | ۶۷   |
| ۵    | یوکیا سوگیتا       | ۵      | ۴۰   |
| ۶    | گوستاوو واگنین     | ۴      | ۵۸   |
| ۷    | رودریگو توسی       | ۳      | ۳۳   |
| ۸    | لئوناردو پیمنتا    | ۳      | ۵۲   |
| ۹    | ایان رمزی          | ۳      | ۹    |
| ۱۰   | آنتونی استوکس      | ۲      | ۲۴   |
| ۱۱   | تومیسلاو اشترکالی  | ۲      | ۲۴   |
| ۱۲   | ایگور پوستونیسکی   | ۲      | ۱۵   |
| ۱۳   | آلویس نانگ         | ۲      | ۱۵   |
| ۱۴   | آگوستو سزار موریرا | ۲      | ۳۴   |
| ۱۵   | دوماگوی دروژدک     | ۱      | ۶    |
| ۱۶   | ویلیان میمبلا      | ۱      | ۱۶   |
| ۱۷   | جاناتان            | ۱      | ۱۰   |
| ۱۸   | اشپیتیم آرفی       | ۱      | ۹    |
| ۱۹   | سوکول سیکالشی      | ۱      | ۹    |

#### حضور بر پایه قاره
| ردیف | قاره   | تعداد بازیکن |
| ---- | ------ | ------------ |
| ۱    | اروپا  | ۳۰           |
| ۲    | آمریکا | ۱۵           |
| ۳    | آفریقا | ۷            |
| ۴    | آسیا   | ۶            |

- بازیکنان دو تابعیتی دوبار حساب شدند.

### بازیکنان پیشین

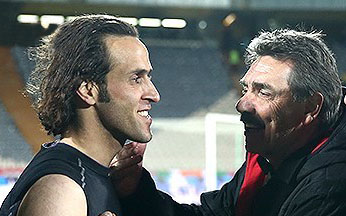
(علی کریمی، برای فوتبال ایران و دنیا یک ستاره بود. من افتخار می‌کنم که مربی او بودم)
/ تونی اولیویرا سرمربی سابق تراکتور

| #  | نام               | ملیت          | سال ها                 | تعداد فصل‌ها |
| ۱  | ایوب ذوالفقاری    | ایران         | ۱۳۷۰–۱۳۵۳              | ۱۷          |
| ۲  | حسن آذرنیا        | ایران         | ۱۳۶۴–۱۳۵۵              | ۹           |
| ۳  | احد شیخ‌لاری       | ایران         | ۱۳۷۶–۱۳۵۹              | ۱۷          |
| ۴  | یحیی گل‌محمدی      | ایران         | ۱۳۶۹–۱۳۶۸              | ۱           |
| ۵  | ساکت الهامی       | ایران         | ۱۳۷۱–۱۳۶۹              | ۲           |
| ۶  | اسماعیل حلالی     | ایران         | ۱۳۷۳–۱۳۷۰              | ۳           |
| ۷  | سیروس دین‌محمدی    | ایران         | ۱۳۷۵–۱۳۷۰              | ۵           |
| ۸  | کریم باقری        | ایران         | ۱۳۷۳–۱۳۷۱              | ۲           |
| ۹  | مهدی تارتار       | ایران         | ۱۳۷۳–۱۳۷۱              | ۲           |
| ۱۰ | کاظم محمودی       | ایران         | ۱۳۸۶–۱۳۸۳–۱۳۷۹–۱۳۷۱    | ۱۱          |
| ۱۱ | حسین خطیبی        | ایران         | ۱۳۷۵–۱۳۷۲              | ۳           |
| ۱۲ | علی باغمیشه       | ایران         | تا ۱۳۷۶                |             |
| ۱۳ | مهدی نوری         | ایران         | ۱۳۸۰–۱۳۷۵              | ۵           |
| ۱۴ | یونس باهنر        | ایران         | ۱۳۸۵–۱۳۸۳–۱۳۷۹–۱۳۷۵    | ۶           |
| ۱۵ | عباس آقایی        | ایران         | ۱۳۸۰–۱۳۷۸              | ۲           |
| ۱۶ | رسول خطیبی        | ایران         | ۱۳۸۱–۱۳۸۰              | ۱/۵         |
| ۱۷ | فرشاد احمدزاده    | ایران         | ۱۳۸۴–۱۳۸۲              | ۲           |
| ۱۸ | مرتضی اسدی        | ایران         | ۱۳۹۳–۱۳۸۹              | ۴           |
| ۱۹ | ابوالفضل حاجی‌زاده | ایران         | ۱۳۹۴–۱۳۹۰              | ۴           |
| ۲۰ | فرزاد حاتمی       | ایران         | ۱۳۹۷–۱۳۹۵–۱۳۹۱–۱۳۹۰    | ۳           |
| ۲۱ | حسن رودباریان     | ایران         | ۱۳۹۲–۱۳۹۱              | ۱           |
| ۲۲ | حبیب گردانی       | ایران         | ۱۳۹۴–۱۳۹۱              | ۳           |
| ۲۳ | کریم انصاری‌فرد    | ایران         | ۱۳۹۳–۱۳۹۲              | ۱           |
| ۲۴ | احمد نورالهی      | ایران         | ۱۳۹۶–۱۳۹۴              | ۲           |
| ۲۵ | علیرضا نقی‌زاده    | ایران         | ۱۳۹۵–۱۳۹۴              | ۱           |
| ۲۶ | محسن دلیر         | ایران         | ۱۳۹۶–۱۳۹۴              | ۲           |
| ۲۷ | مهرداد بایرامی    | ایران         | ۱۳۹۶–۱۳۹۴              | ۲           |
| ۲۸ | هاشم بیک‌زاده      | ایران         | ۱۳۹۶–۱۳۹۵              | ۱           |
| ۲۹ | سعید دقیقی        | ایران         | ۱۳۹۶–۱۳۹۵              | ۱           |
| ۳۰ | سعید آقایی        | ایران         | ۱۳۹۶–۱۳۹۵              | ۱           |
| ۳۱ | محمد نادری        | ایران         | ۱۳۹۷–۱۳۹۵              | ۲           |
| ۳۲ | سامان نریمان‌جهان  | ایران         | ۱۳۹۵–۱۳۹۶–۱۳۹۹ تا ۱۴۰۱ |             |
| ۳۳ | احسان پهلوان      | ایران         | ۱۳۹۸–۱۳۹۶              | ۲           |
| ۳۴ | محمدرضا آزادی     | ایران         | ۱۳۹۹–۱۳۹۶              | ۱           |
| ۳۵ | امیرارسلان مطهری  | ایران         | ۱۳۹۸–۱۳۹۷              | ۱           |
| ۳۶ | سعید مهری         | ایران         | ۱۳۹۹–۱۳۹۷              | ۳           |
| ۳۷ | مسعود شجاعی       | ایران         | ۱۴۰۰–۱۳۹۷              | ۳           |
| ۳۸ | رضا شکاری         | ایران         | ۱۳۹۹–۱۳۹۸              | ۳           |
| ۳۹ | اکبر ایمانی       | ایران         | ۱۴۰۱–۱۳۹۸              |             |
| ۴۰ | محمدرضا خانزاده   | ایران         | ۱۴۰۰–۱۳۹۸              | ۲           |
| ۴۱ | پیمان بابایی      | ایران         | ۱۴۰۱–۱۳۹۹              |             |
| ۴۲ | پرویز مظلومی      | ایران         | ۱۳۵۸–۱۳۵۵              | ۳           |
| ۴۳ | کورش برمک         | ایران         | ۱۳۷۸–۱۳۷۵              | ۳           |
| ۴۴ | میثم منیعی        | ایران         | ۱۳۸۱–۱۳۷۹              | ۲           |
| ۴۵ | مهدی کیانی        | ایران         | ۱۳۹۸–۱۳۹۶–۱۳۹۴–۱۳۸۷    | ۹           |
| ۴۶ | محمد ابراهیمی     | ایران         | ۱۳۹۷–۱۳۹۵–۱۳۹۳–۱۳۸۸    | ۷           |
| ۴۷ | مهدی ثابتی        | ایران         | ۱۳۸۹–۱۳۸۸              | ۱           |
| ۴۸ | مهرداد پولادی     | ایران         | ۱۳۸۹–۱۳۸۸              | ۱           |
| ۴۹ | قاسم حدادی‌فر      | ایران         | ۱۳۹۱–۱۳۸۹              | ۲           |
| ۵۰ | آندرانیک تیموریان | ایران         | ۱۳۹۴–۱۳۹۰–۱۳۸۹         | ۱/۵         |
| ۵۱ | احسان حاجی‌صفی     | ایران         | ۱۳۹۹–۱۳۹۷–۱۳۹۱–۱۳۸۹    | ۴/۵         |
| ۵۲ | امیرحسین صادقی    | ایران         | ۱۳۹۱–۱۳۹۰              | ۱           |
| ۵۳ | سیامک سرلک        | ایران         | ۱۳۹۱–۱۳۹۰              | ۱           |
| ۵۴ | جواد کاظمیان      | ایران         | ۱۳۹۲–۱۳۹۰              | ۲           |
| ۵۵ | محمد نصرتی        | ایران         | ۱۳۹۵–۱۳۹۴–۱۳۹۱–۱۳۹۰    | ۲           |
| ۵۶ | محسن فروزان       | ایران         | ۱۳۹۸–۱۳۹۷–۱۳۹۲–۱۳۹۰    | ۳           |
| ۵۷ | میلاد فخرالدینی   | ایران         | ۱۳۹۰–۱۳۹۳–۱۳۹۹–۱۴۰۰    | ۴/۵         |
| ۵۸ | سید مهدی سیدصالحی | ایران         | ۱۳۹۲–۱۳۹۱              | ۱           |
| ۵۹ | سیاوش اکبرپور     | ایران         | ۱۳۹۳–۱۳۹۱              | ۲           |
| ۶۰ | فرشید طالبی       | ایران         | ۱۳۹۴–۱۳۹۱              | ۳           |
| ۶۱ | محمد ایران‌پوریان  | ایران         | ۱۳۹۷–۱۳۹۱              | ۶           |
| ۶۲ | علی کریمی         | ایران         | ۱۳۹۳–۱۳۹۲              | ۱           |
| ۶۳ | قاسم دهنوی        | ایران         | ۱۳۹۳–۱۳۹۲              | ۱           |
| ۶۴ | حامد لک           | ایران         | ۱۳۹۴–۱۳۹۲              | ۲           |
| ۶۵ | علی علیزاده       | ایران         | ۱۳۹۵–۱۳۹۲              | ۳           |
| ۶۶ | عقیل اعتمادی      | ایران · هلند  | ۱۳۹۵–۱۳۹۲              | ۳           |
| ۶۷ | محسن بنگر         | ایران         | ۱۳۹۴–۱۳۹۳              | ۱           |
| ۶۸ | سینا عشوری        | ایران         | ۱۳۹۵–۱۳۹۳              | ۲           |
| ۶۹ | محسن ربیع‌خواه     | ایران         | ۱۳۹۵–۱۳۹۳              | ۲           |
| ۷۰ | خالد شفیعی        | ایران         | ۱۳۹۶–۱۳۹۳              | ۳           |
| ۷۱ | فرزاد آشوبی       | ایران         | ۱۳۹۵–۱۳۹۴              | ۱           |
| ۷۲ | رضا جباری         | ایران         | ۱۳۹۵–۱۳۹۴              | ۱           |
| ۷۳ | شجاع خلیل‌زاده     | ایران         | ۱۳۹۵–۱۳۹۴              | ۱           |
| ۷۴ | میثم بائو         | ایران         | ۱۳۹۶–۱۳۹۴              | ۲           |
| ۷۵ | بختیار رحمانی     | ایران         | ۱۳۹۶–۱۳۹۴              | ۲           |
| ۷۶ | علی کریمی         | ایران         | ۱۳۹۷–۱۳۹۶–۱۳۹۵–۱۳۹۴    | ۲           |
| ۷۷ | محمدرضا اخباری    | ایران         | ۱۳۹۴–۱۳۹۶–۱۳۹۷ تا کنون |             |
| ۷۸ | سروش رفیعی        | ایران         | ۱۳۹۶–۱۳۹۵              | ۱           |
| ۷۹ | احمد آل‌نعمه       | ایران         | ۱۳۹۷–۱۳۹۵              | ۲           |
| ۸۰ | عارف آغاسی        | ایران         | ۱۳۹۷–۱۳۹۵              | ۲           |
| ۸۱ | امید عالیشاه      | ایران         | ۱۳۹۷–۱۳۹۶              | ۱           |
| ۸۲ | مهدی شریفی        | ایران         | ۱۳۹۸–۱۳۹۶              | ۲           |
| ۸۳ | دانیال اسماعیلی‌فر | ایران         | ۱۳۹۸–۱۳۹۶              | ۲           |
| ۸۴ | ایوب کلانتری      | ایران         | ۱۳۹۸–۱۳۹۷              | ۱           |
| ۸۵ | مهدی مهدی‌پور      | ایران         | ۱۳۹۸–۱۳۹۷              | ۱           |
| ۸۶ | محمد طیبی         | ایران         | ۱۳۹۸–۱۳۹۷              | ۱           |
| ۸۷ | احمد موسوی        | ایران         | ۱۳۹۸–۱۳۹۷              | ۱           |
| ۸۸ | محمد نوری         | ایران         | ۱۳۹۹–۱۳۹۷              | ۲           |
| ۸۹ | ایمان سلیمی       | ایران         | ۱۳۹۹–۱۳۹۷              | ۲           |
| ۹۰ | اشکان دژآگه       | ایران · آلمان | ۱۴۰۰–۱۳۹۷              | ۳           |
| ۹۱ | رضا اسدی          | ایران         | ۱۳۹۹–۱۳۹۸              | ۱           |
| ۹۲ | محمدرشید مظاهری   | ایران         | ۱۳۹۹–۱۳۹۸              | ۱           |
| ۹۳ | میثم تیموری       | ایران         | ۱۴۰۰–۱۳۹۸              | ۲           |
| ۹۴ | مهدی تیکدری       | ایران         | ۱۴۰۰–۱۳۹۸              | ۲           |
| ۹۵ | حمید بوحمدان      | ایران         | ۱۴۰۰–۱۳۹۹              | ۱           |
| ۹۶ | محمد عباس‌زاده     | ایران         | ۱۳۹۹ تا کنون           |             |

## مالکیت
| سال‌ها      | مالک                                                     | نام باشگاه        |
| ۱۳۴۹–۱۳۸۸  | تراکتورسازی ایران                                        | تراکتورسازی       |
| ۱۳۸۸–۱۳۹۷  | سپاه پاسداران انقلاب اسلامی (سپاه عاشورا آذربایجان شرقی) | تراکتور           |
| ۱۳۹۷–اکنون | محمدرضا زنوزی مطلق                                       | تراکتور آذربایجان |

## مربیان
در فهرست زیر مربیان تراکتور از سال ۱۳۴۹ تاکنون آورده شده است.
| نام                     | ملیت             | سال        |
| اسماعیل هاشمی           | ایران            | ۱۳۴۹–۱۳۵۳  |
| محمد بیاتی              | ایران            | ۱۳۵۳–۱۳۵۴  |
| حسین فکری               | ایران            | ۱۳۵۴–۱۳۵۷  |
| هدایت مهابادپور         | ایران            | ۱۳۶۷–۱۳۶۹  |
| واسیلی گوجا             | رومانی           | ۱۳۶۹–۱۳۷۶  |
| محمدحسین ضیایی          | ایران            | ۱۳۷۶–۱۳۷۷  |
| بوریس تیبیلوف           | جمهوری آذربایجان | ۱۳۷۷       |
| فیروز کریمی             | ایران            | ۱۳۷۷–۱۳۷۸  |
| ستار نوبری              | ایران            | ۱۳۷۸       |
| محمدحسین ضیایی          | ایران            | ۱۳۷۸–۱۳۷۹  |
| رضا وطن‌خواه             | ایران            | ۱۳۷۹–۱۳۸۰  |
| ستار نوبری              | ایران            | ۱۳۸۰       |
| محمود یاوری             | ایران            | ۱۳۸۰–۱۳۸۱  |
| احد شیخ‌لاری             | ایران            | ۱۳۸۱–۱۳۸۲  |
| واسیلی گوجا             | رومانی           | ۱۳۸۲       |
| حمید علیدوستی           | ایران            | ۱۳۸۲–۱۳۸۳  |
| محمدحسین ضیایی          | ایران            | ۱۳۸۳       |
| ارنست میدندروپ          | آلمان            | ۱۳۸۳–۱۳۸۴  |
| فرشاد پیوس              | ایران            | ۱۳۸۴–۱۳۸۶  |
| احد شیخ‌لاری             | ایران            | ۱۳۸۶–۱۳۸۷  |
| فراز کمالوند            | ایران            | ۱۳۸۷–۱۳۹۰  |
| امیر قلعه‌نویی           | ایران            | ۱۳۹۰–۱۳۹۱  |
| تونی اولیویرا           | پرتغال           | ۱۳۹۱–۱۳۹۲  |
| حسن آذرنیا (موقت)       | ایران            | ۱۳۹۲       |
| مجید جلالی              | ایران            | ۱۳۹۲       |
| غلامرضا باغ‌آبادی (موقت) | ایران            | ۱۳۹۲       |
| تونی اولیویرا           | پرتغال           | ۱۳۹۲–۱۳۹۳  |
| رسول خطیبی              | ایران            | ۱۳۹۳       |
| تونی اولیویرا           | پرتغال           | ۱۳۹۳–۱۳۹۴  |
| امیر قلعه‌نویی           | ایران            | ۱۳۹۴–۱۳۹۶  |
| یحیی گل‌محمدی            | ایران            | ۱۳۹۶       |
| مجتبی حسینی (موقت)      | ایران            | ۱۳۹۶       |
| ارطغرل ساغلام           | ترکیه            | ۱۳۹۶–۱۳۹۷  |
| جان توشاک               | ولز              | ۱۳۹۷       |
| محمد تقوی               | ایران            | ۱۳۹۷       |
| ژرژ لیکنز               | بلژیک            | ۱۳۹۷–۱۳۹۸  |
| مصطفی دنیزلی            | ترکیه            | ۱۳۹۸       |
| احد شیخ‌لاری (موقت)      | ایران            | ۱۳۹۸       |
| ساکت الهامی             | ایران            | ۱۳۹۸–۱۳۹۹  |
| علیرضا منصوریان         | ایران            | ۱۳۹۹       |
| مسعود شجاعی (موقت)      | ایران            | ۱۳۹۹       |
| رسول خطیبی              | ایران            | ۱۳۹۹–۱۴۰۰  |
| فیروز کریمی (موقت)      | ایران            | ۱۴۰۰       |
| فراز کمالوند            | ایران            | ۱۴۰۰       |
| فیروز کریمی             | ایران            | ۱۴۰۰       |
| زوونیمیر سولدو          | کرواسی           | ۱۴۰۰       |
| ارطغرل ساغلام           | ترکیه            | ۱۴۰۰–۱۴۰۱  |
| قربان بردیف             | ترکمنستان        | ۱۴۰۱       |
| پاکو خمز                | اسپانیا          | ۱۴۰۱–۱۴۰۳  |
| محمد نصرتی (موقت)       | ایران            | ۱۴۰۳       |
| حمید مطهری              | ایران            | ۱۴۰۳       |
| دراگان اسکوچیچ          | کرواسی           | ۱۴۰۳–اکنون |

### بیشترین حضور روی نیمکت
| ردیف | نام           | ملیت   | سال‌ها         |
| ---- | ------------- | ------ | ------------- |
| ۱    | واسیلی گوجا   | رومانی | ۷ سال و ۶ ماه |
| ۲    | اسماعیل هاشمی | ایران  | ۴ سال         |
| ۳    | حسین فکری     | ایران  | ۳ سال         |
| ۴    | احد شیخ‌لاری   | ایران  | ۳ سال         |
| ۵    | فراز کمالوند  | ایران  | ۳ سال         |
| ۶    | امیر قلعه‌نوعی | ایران  | ۳ سال         |
| ۷    | تونی اولیویرا | پرتغال | ۳ سال         |

## مدیران
رشید اردبیلی (۱۳۵۹–۱۳۵۰)
 علیرضا نجف لو (۱۳۶۳–۱۳۵۹)
 یوسف شفیعی (۱۳۶۸–۱۳۶۳)
 کریم پاداش (۱۳۷۰–۱۳۶۸)
 سعید مؤیدفر (۱۳۷۴–۱۳۷۰)
 کاظم امانی (۱۳۸۰–۱۳۷۴)
 خسرو عبدالله‌زاده (۱۳۸۰)
 داریوش سرخوش (۱۳۸۲–۱۳۸۰)
 اکبر گهرخانی (۱۳۸۴–۱۳۸۲)
 اکبر فیاض (۱۳۸۵–۱۳۸۴)
 کریم ملاحی (۱۳۸۶–۱۳۸۵)
 خسرو عبدالله‌زاده (۱۳۸۷–۱۳۸۶)
 ناصر شفق (۱۳۸۹–۱۳۸۷)
 محمدحسین جعفری (۱۳۹۲–۱۳۸۹)
 حمید زینی‌زاده (۱۳۹۲)
 جمشید نظمی (۱۳۹۳–۱۳۹۲)
 سعید عباسی (۱۳۹۵–۱۳۹۳)
 مصطفی آجرلو (۱۳۹۷–۱۳۹۵)
 عباس الیاسی (۱۳۹۷)
 صادق درودگر (۱۳۹۷)
 علیرضا اسدی (۱۳۹۷)
 ایوب بهتاج (۱۳۹۷)
 عباس الیاسی (۱۳۹۸–۱۳۹۷)
 غلامرضا صادقیان (۱۳۹۸)
 میرمعصوم سهرابی (۱۳۹۹–۱۳۹۸)
 محمد علیپور (۱۳۹۹)
 سجاد سیاح (۱۴۰۰–۱۳۹۹)
 جمشید نظمی (۱۴۰۰)
 میرمعصوم سهرابی (۱۴۰۱–۱۴۰۰)
 ایوب بهتاج (۱۴۰۱)
 هوشنگ نصیرزاده (۱۴۰۳–۱۴۰۱)
 سعید مظفری‌زاده (اکنون–۱۴۰۳)

## پرسنل

### کادر فنی
| سمت              | نام              |
| ---------------- | ---------------- |
| سرمربی           | دراگان اسکوچیچ   |
| مربی             | ویه‌کوسلاو میلتیچ |
| مربی دوم         | سانل کونیویچ     |
| مربی دروازه‌بان‌ها | ملادن زگانیر     |
| آنالیزور         | دینو زیسکا       |
| فیزیوتراپیست     | مهرداد حبیبی     |
| پزشک             | کامران فخیمی     |
| بدنساز           | حمیدرضا جودکی    |
| سرپرست تیم       | سعید مظفری‌زاده   |
| مدیر آکادمی      | نناد نیکولیچ     |
| مدیر رسانه‌ای     | کریم جمالی       |
| مدیر ورزشی       | خداداد عزیزی     |

| سمت              | نام                |
| ---------------- | ------------------ |
| مالک             | محمدرضا زنوزی مطلق |
| مدیرعامل         | سعید مظفری‌زاده     |
| رئیس هیئت مدیره  | عباس الیاسی        |
| اعضای هیئت مدیره | غلامرضا صادقیان    |
| اعضای هیئت مدیره | محمد جنگجو         |
| اعضای هیئت مدیره | منصور رستگارپور    |

### گلزنان خارجی تراکتور
| ردیف | نام             | ملیت            | تعداد بازی | تعداد گل |
| ---- | --------------- | --------------- | ---------- | -------- |
| ۱    | ادینیو          | برزیل           | ۵۲         | ۲۸       |
| ۲    | فلاویو لوپز     | پرتغال          | ۶۷         | ۲۱       |
| ۳    | کرار جاسم       | عراق            | ۷۱         | ۱۴       |
| ۴    | آنتونی استوکس   | جمهوری ایرلند   | ۲۴         | ۱۳       |
| ۵    | رودریگو توسی    | برزیل · ایتالیا | ۳۴         | ۹        |
| ۶    | لئوناردو پیمنتا | برزیل           | ۵۲         | ۶        |
| ۷    | حمزه یونس       | تونس            | ۱۵         | ۵        |
| ۸    | گیلسون          | برزیل           | ۱۵         | ۴        |
| ۸    | لی اروین        | اسکاتلند        | ۶          | ۴        |
| ۱۰   | یوکیا سوگیتا    | ژاپن            | ۳۷         | ۳        |
| ۱۱   | کاردوسو         | برزیل           | ۲۷         | ۲        |
| ۱۱   | سزار موریرا     | برزیل           | ۲۵         | ۲        |
| ۱۳   | گوستاوو واگنین  | برزیل · ایتالیا | ۱۹         | ۱        |
| ۱۳   | ویلیان میمبلا   | پرو             | ۱۴         | ۱        |
| ۱۳   | کوین فورچونه    | مارتینیک        | ۱۰         | ۱        |
| ۱۳   | دیتمار بیکای    | آلبانی          | ۱۰         | ۱        |
| ۱۳   | دوس سانتوس      | برزیل           | ۹          | ۱        |
| ۱۳   | اوکاچا حمزاوی   | الجزایر         | ۸          | ۱        |
| ۱۳   | آنسلمو کاردوزو  | پرتغال          | ۶          | ۱        |
| ۱۳   | اشپیتیم آرفی    | کوزوو · آلمان   | ۵          | ۱        |

- آخرین بروز رسانی: ۳ دی ۱۳۹۹

## رتبه جهانی
بنا به رتبه‌بندی وبگاه «فوتبال دیتابیس»، رتبه‌های جهانی و آسیایی تراکتور بدین توضیح است:
- امتیاز کلی ۱۵۲۰
- رنکینگ ۳ ایران
- رنکینگ ۱٠ آسیا
- رنکینگ ۲۳۵ جهان

منبع : وبگاه فوتبال دیتابیس
- آخرین بروز رسانی: ۵ مرداد ۱۴۰۴

## امضای تفاهم نامه همکاری با باشگاه‌ها
باشگاه فوتبال تراکتور قصد داشت به بهانه پنجاهمین سالگرد تأسیس این باشگاه (در ۹ آذر ۱۳۹۹) با سه تیم بزرگ دنیا تفاهم نامه همکاری ببندد و دیداری تدارکاتی با این تیم‌ها برگزار کند. بر اساس این توافق بین مالک باشگاه تراکتور و مدیران بشیکتاش، قرار است دو طرف همکاری‌هایی در زمینه‌های فرهنگی، ورزشی و اقتصادی با یکدیگر داشته باشند. تبادل بازیکن بین دو باشگاه؛ دیگر بند موجود در این تفاهم‌نامه است. همچنین مقرر شده به مناسبت پنجاهمین سال تأسیس باشگاه تراکتور، تیم‌های فوتبال تراکتور و بشیکتاش در دو دیدار دوستانه به صورت رفت و برگشت مقابل یکدیگر به میدان بروند. طبق توافق صورت گرفته، اجرای برنامه‌های مشترک اقتصادی در دستور کار دو باشگاه قرار می‌گیرد.

## باشگاه‌های خواهرخوانده
تراکتور با باشگاه‌های زیر خواهر خوانده است:
- سپاهان[۱۳۲]
- ترابزون‌اسپور
- روبین کازان[۱۳۳]
- سومقاییت[۱۳۴]

## افتخارات

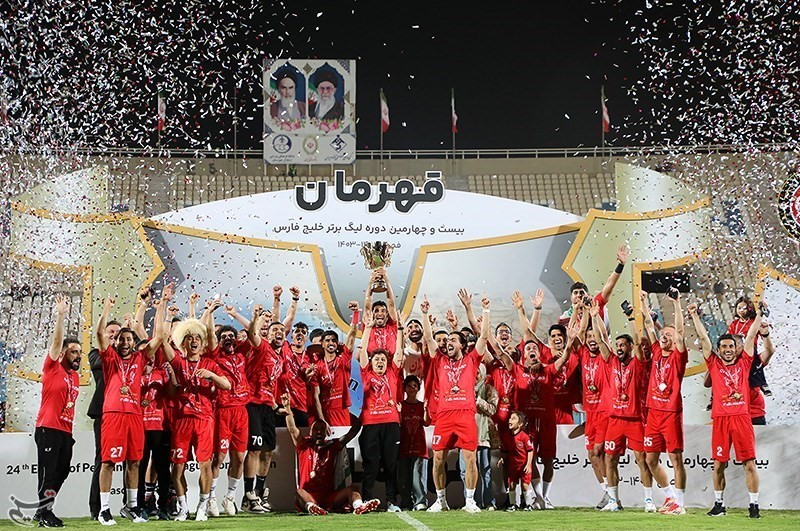
تراکتور قهرمان لیگ برتر ۱۴۰۴-۱۴۰۳

### عنوان‌های رسمی
- لیگ برتر ایران

  قهرمان (۱) :  ۰۴–۱۴۰۳
 نایب‌قهرمان (۳): ۹۱–۱۳۹۰، ۹۲–۱۳۹۱، ۹۴–۱۳۹۳
 مقام سوم (۲): ۱۳۷۱، ۹۶–۱۳۹۵
- جام حذفی ایران

 قهرمان (۲): ۹۳–۱۳۹۲، ۹۹–۱۳۹۸
 نایب‌قهرمان (۳): ۱۳۵۵، ۱۳۷۳، ۹۶–۱۳۹۵
- سوپر جام ایران

 قهرمان (۱): ۱۴۰۴
 نایب قهرمان (۱): ۱۳۹۹
- لیگ دسته اول ایران

 قهرمان (۱): ۸۸–۱۳۸۷
 نایب‌قهرمان (۱): ۸۵–۱۳۸۴
 مقام سوم (۱): ۸۲–۱۳۸۱
- لیگ دسته دوم ایران

 قهرمان (۱): ۵۴–۱۳۵۳
 نایب‌قهرمان (۲): ۵۶–۱۳۵۵، ۷۵–۱۳۷۴
 مقام سوم (۱): ۵۲–۱۳۵۱
- لیگ برتر تبریز

 قهرمان (۳): ۵۰–۱۳۴۹، ۵۱–۱۳۵۰، ۶۴–۱۳۶۳
 نایب‌قهرمان (۳): ۶۵–۱۳۶۴، ۶۷–۱۳۶۶، ۶۸–۱۳۶۷
 مقام سوم (۱): ۶۶–۱۳۶۵
- لیگ دسته دوم تبریز

 قهرمان (۱): ۶۱–۱۳۶۰
- سوپر جام آذربایجان شرقی

 قهرمان (۱): ۱۳۷۱

### عنوان‌های غیررسمی
- جام میلز هندوستان

 قهرمان (۱): ۱۳۷۴
- جام بین‌المللی سرداران شهید

 قهرمان (۲): ۱۳۷۴، ۱۳۷۵
- جام شهدا

 قهرمان (۲): ۱۳۹۳، ۱۳۹۶
جام قدس (۳): ۱۳۸۲٬۱۳۸۸٬۱۳۸۹

## بهترین بردها
| #  | نتیجه بازی۱                 | مجموع گلهای زده شده | اختلاف گلهای زده شده |
| -- | --------------------------- | ------------------- | -------------------- |
| ۱  | تراکتور ۶–۰ استقلال خوزستان | ۶                   | ۶                    |
| ۲  | تراکتور ۵–۲ فجرسپاسی شیراز  | ۷                   | ۳                    |
| ۳  | تراکتور ۵–۰ گهر دورود       | ۵                   | ۵                    |
| ۴  | تراکتور ۵–۰ استقلال اهواز   | ۵                   | ۵                    |
| ۵  | تراکتور ۵–۱ سایپا           | ۶                   | ۴                    |
| ۶  | تراکتور ۴–۰ الجزیره امارات  | ۴                   | ۴                    |
| ۷  | تراکتور ۴–۰ نساجی مازندران  | ۴                   | ۴                    |
| ۸  | تراکتور ۴–۱ پرسپولیس        | ۵                   | ۳                    |
| ۹  | تراکتور ۴–۱ استقلال تهران   | ۵                   | ۳                    |
| ۱۰ | تراکتور ۴–۱ راه‌آهن          | ۵                   | ۳                    |
| ۱۱ | تراکتور ۴–۱ سپاهان اصفهان   | ۵                   | ۳                    |
| ۱۲ | تراکتور ۴–۱ ذوب‌آهن اصفهان   | ۵                   | ۳                    |
| ۱۳ | تراکتور ۴–۱ مس کرمان        | ۷                   | ۱                    |
| ۱۴ | تراکتور ۷-۰ روشن تاجیکستان  | ۷                   | ۷                    |
| ۱۵ | تراکتور ۵-۲ مس رفسنجان      | ۷                   | ۳                    |